# Diecimila nazioni che vengono a rendere omaggio

Mille nazioni rendono omaggio (萬國來朝圖, 1761). Versione invernale. Museo del Palazzo di Pechino (北京故宮博物院).

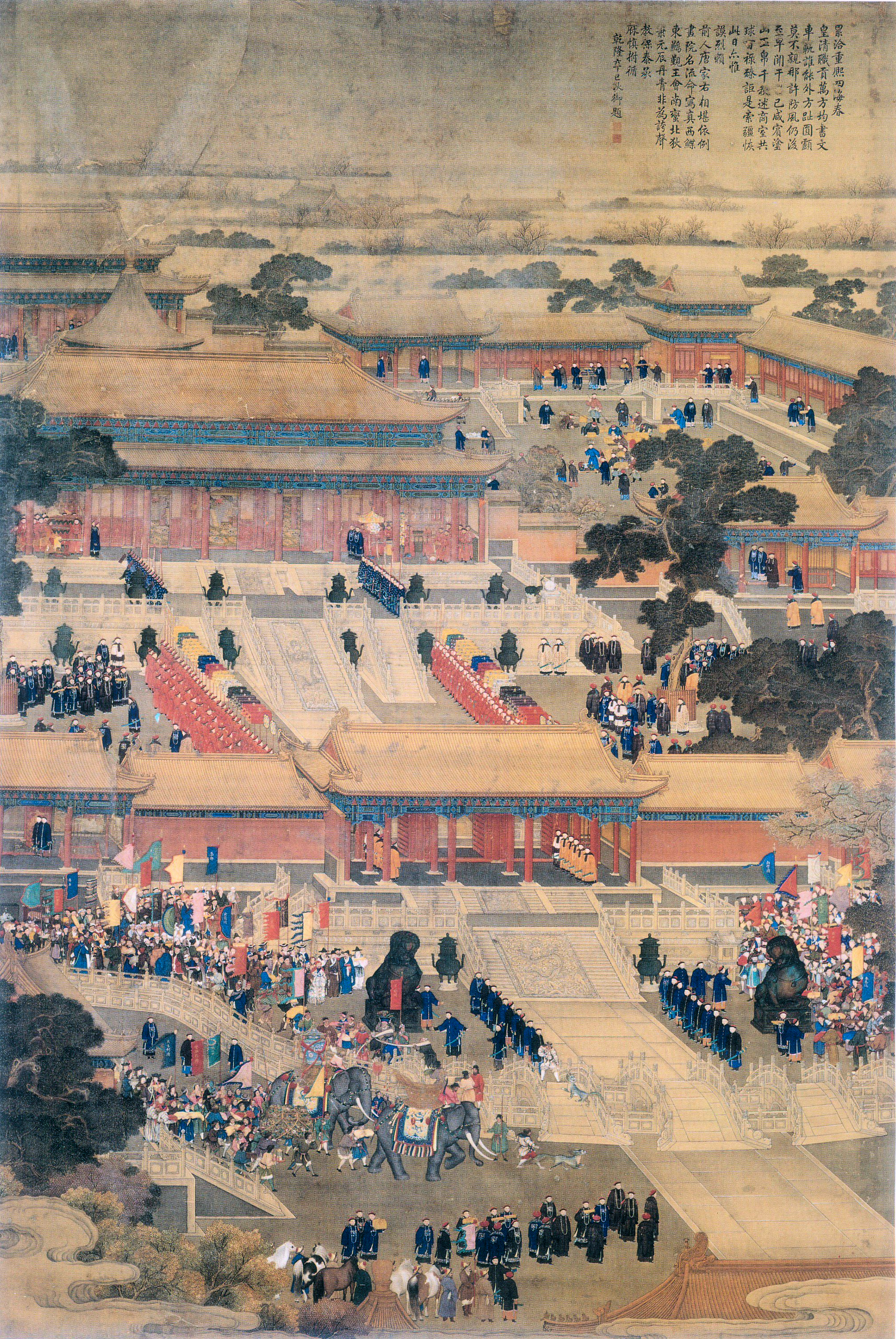
Seconda versione (estate) di Mille nazioni rendono omaggio (萬國來朝圖, 1761). Museo del Palazzo di Pechino (北京故宮博物院).

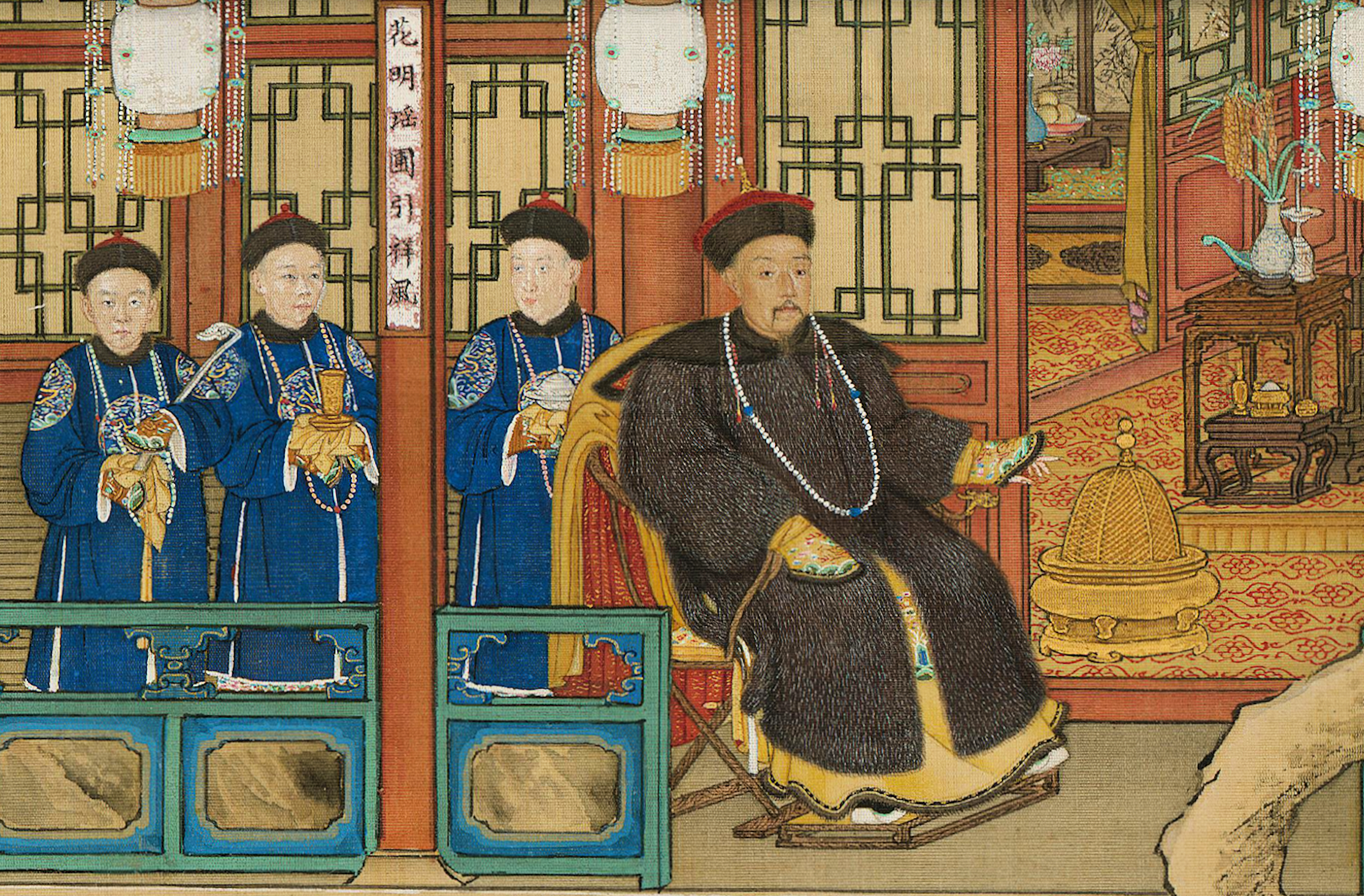
Il dettaglio dell'imperatore Qianlong, all'età di 65 anni, nella Città Proibita, mentre assiste alla cerimonia

Diecimila nazioni che vengono a rendere omaggio (萬國來朝圖S, Wànguó láicháo túP, 1761) è un dipinto monumentale (299x207 cm) della dinastia Qing. Raffigura le delegazioni straniere in visita all'imperatore Qianlong nella Città Proibita di Pechino alla fine degli anni cinquanta del XVII secolo.
Il dipinto intendeva mostrare il cosmopolitismo e la centralità dell'Impero Qing, dal momento che la maggior parte dei Paesi dell'Asia e dell'Europa sono raffigurati mentre rendono omaggio all'Imperatore cinese. La Cina aveva già una lunga tradizione di dipinti di questo tipo (denominati "Ritratti delle offerte periodiche"), a partire dal VI secolo d.C. circa, ma tali dipinti terminarono all'epoca della Guerra dell'oppio, che mandò in frantumi l'ideale del Grande Impero Cinese al centro del mondo, e lasciò il posto alla consapevolezza della Cina come semplice Paese tra gli altri. Il principio era quello di una sottomissione più o meno volontaria, con regali che venivano periodicamente portati all'imperatore cinese come gesto simbolico di riconoscimento della sovranità cinese. Secondo gli scritti del periodo Ming "L'imperatore risiede al centro e tiene le redini di tutte le altre nazioni e di tutte le cose sotto il sole".
Il titolo letteralmente si riferisce a diecimila Paesi ("萬國"), ma il significato è quello di una moltitudine innumerevole.

## Asia
Nell'opera compaiono numerosi delegati di paesi asiatici, come quelli provenienti da Corea (朝鮮), Vietnam (安南), Regno delle Ryūkyū (琉球國), Siam (暹羅國)、爪 Distretto di Lusong (呂宋), Isole Sulu (蘇祿), Myanmar (緬甸國).

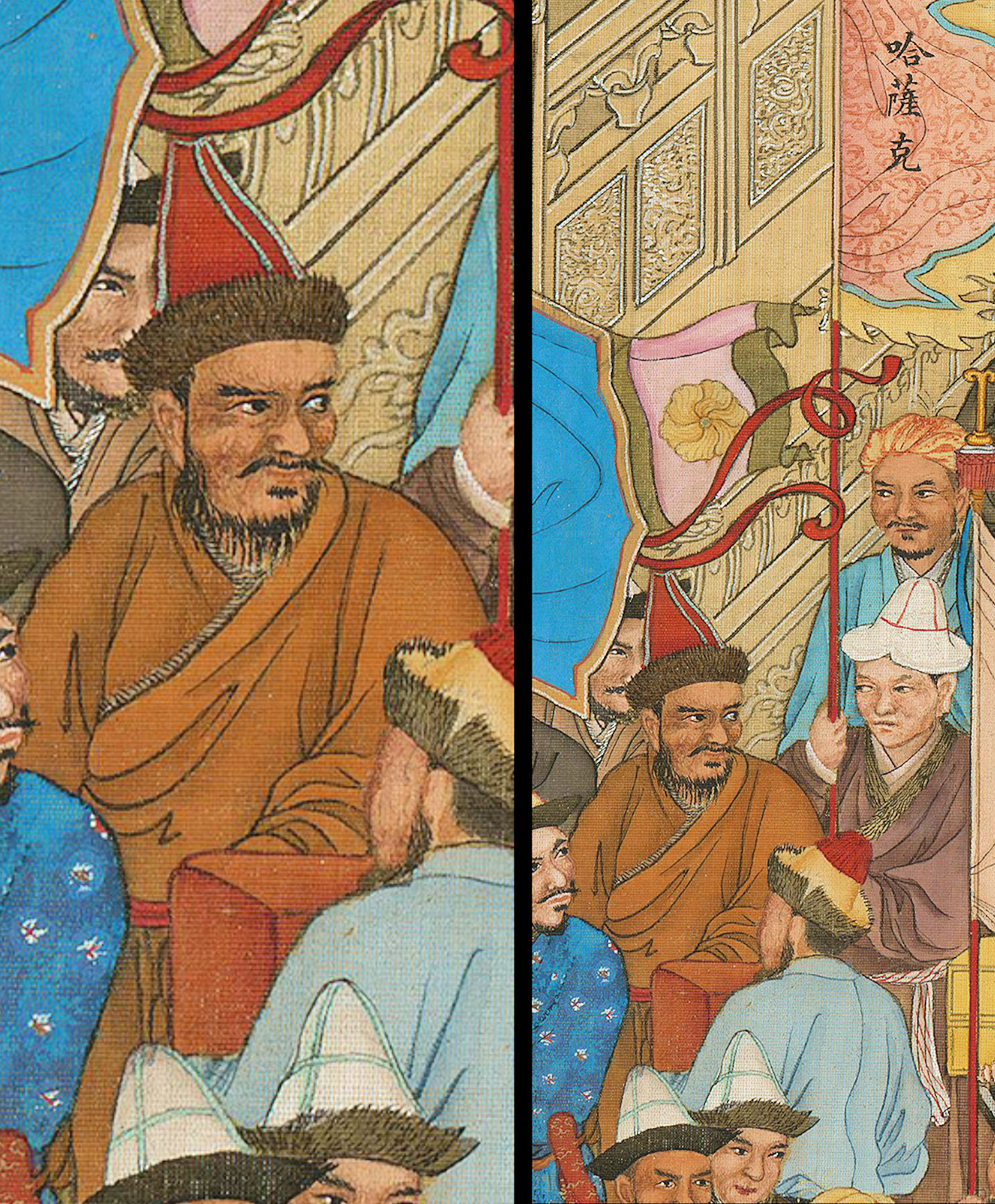
Delegati del Khanato di Kazach (bandiera "哈薩克")
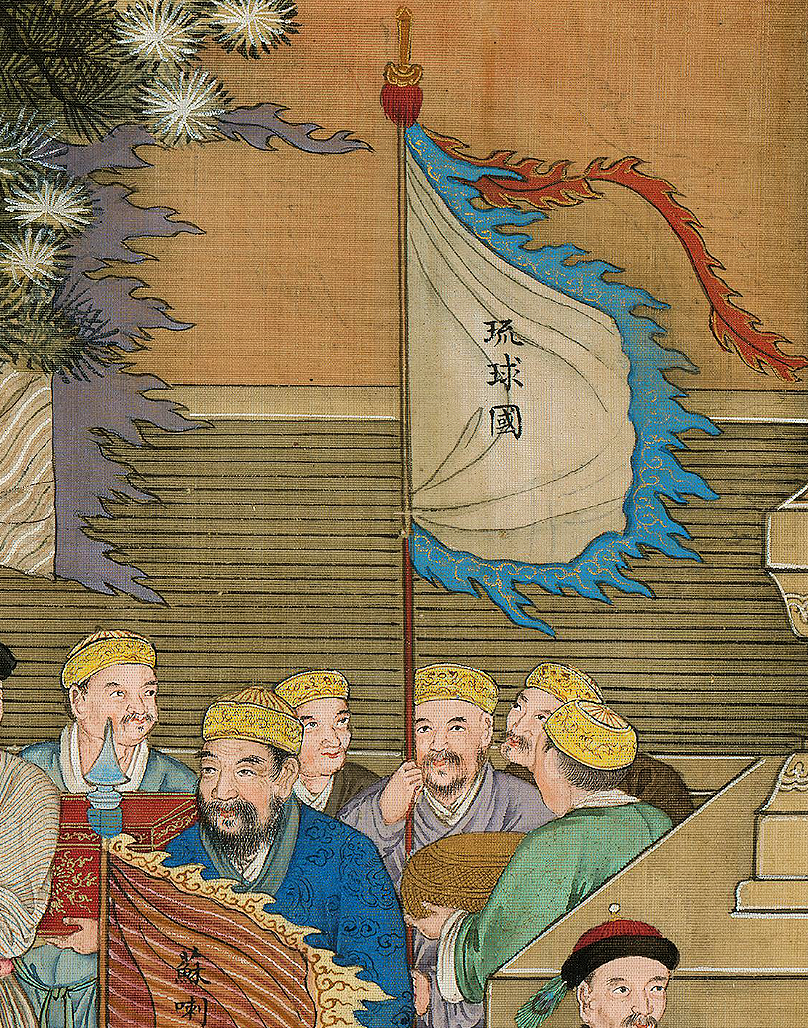
Delegati del Regno delle Ryūkyū (琉球國)
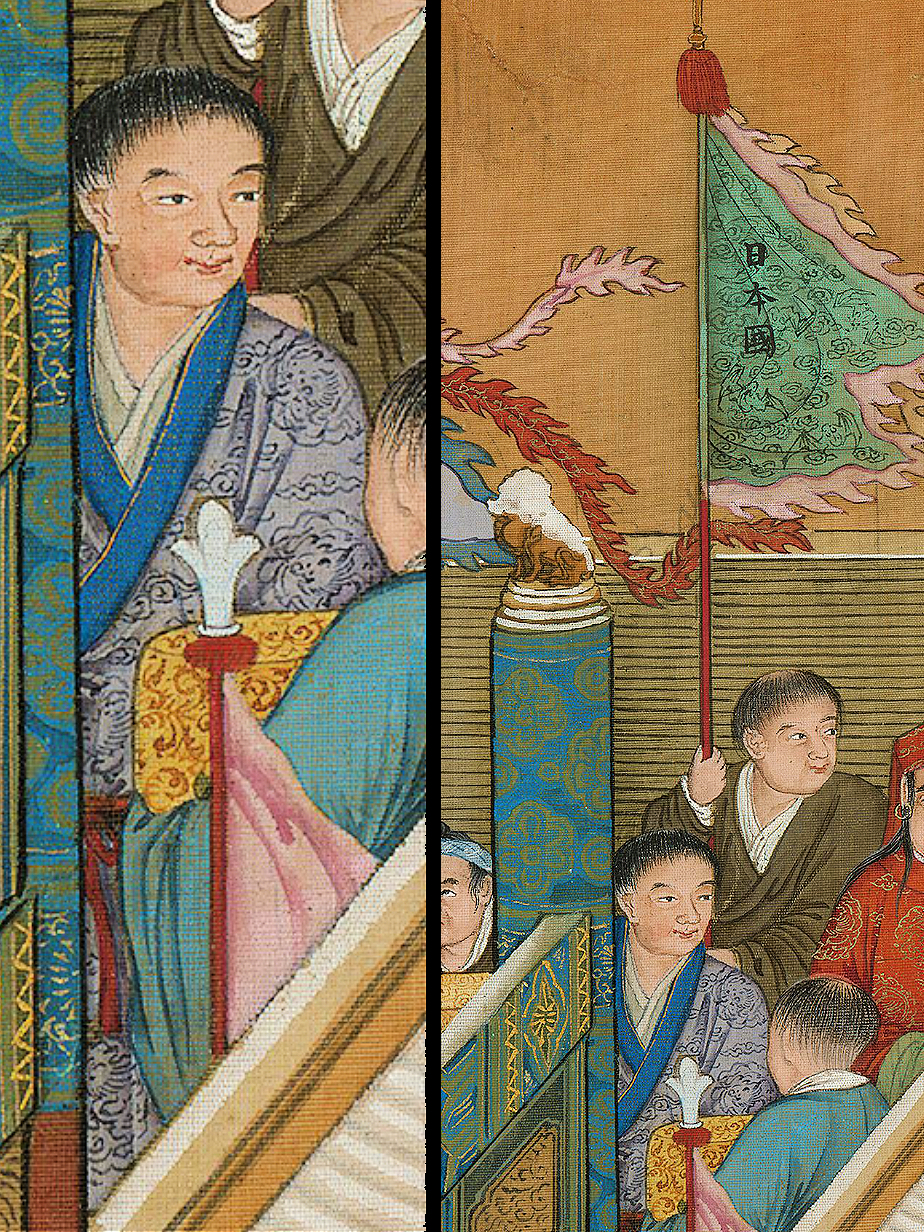
Delegati del Giappone delegates (日本國)
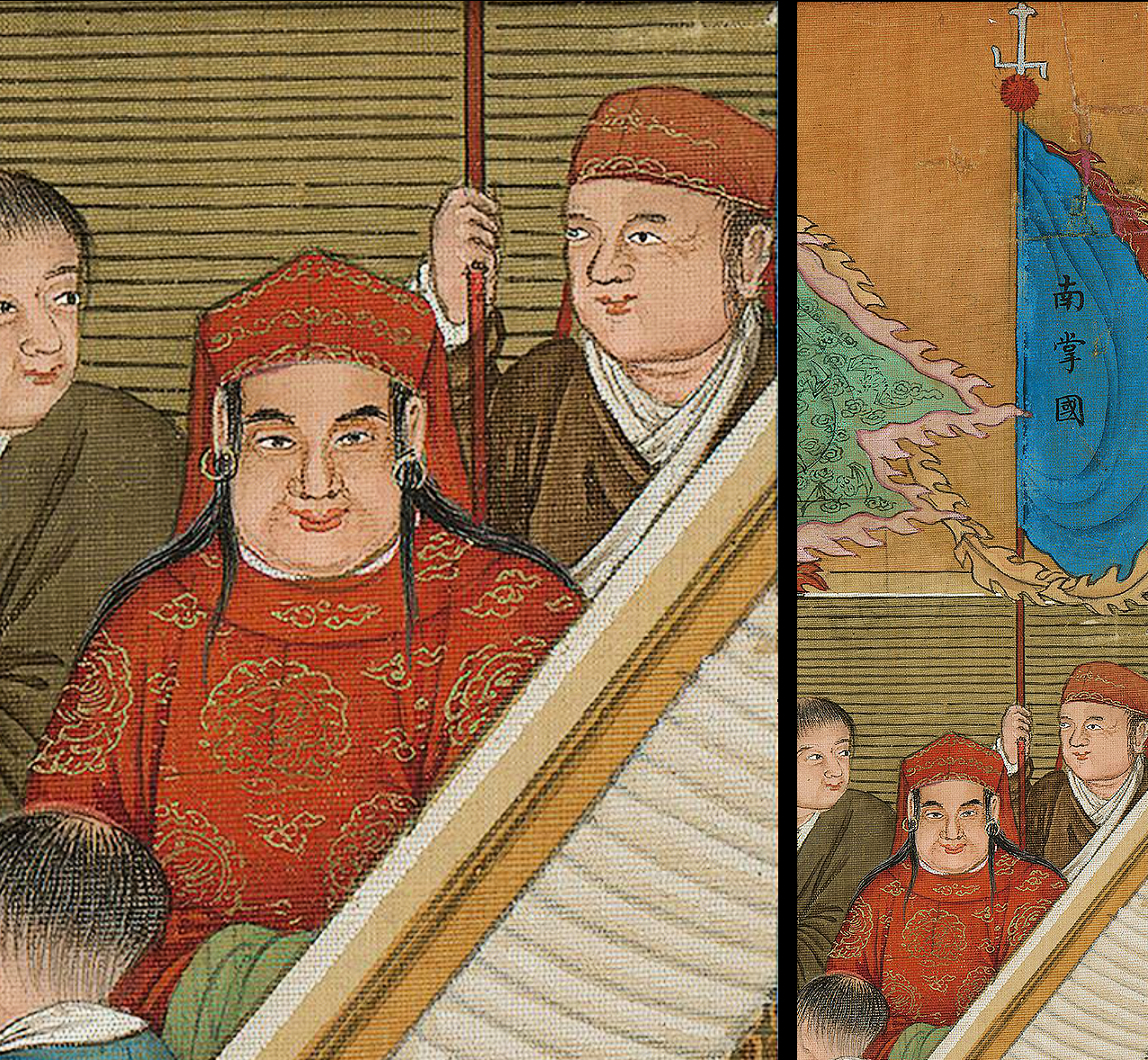
Delegati del Regno di Luang Prabang (南掌國)
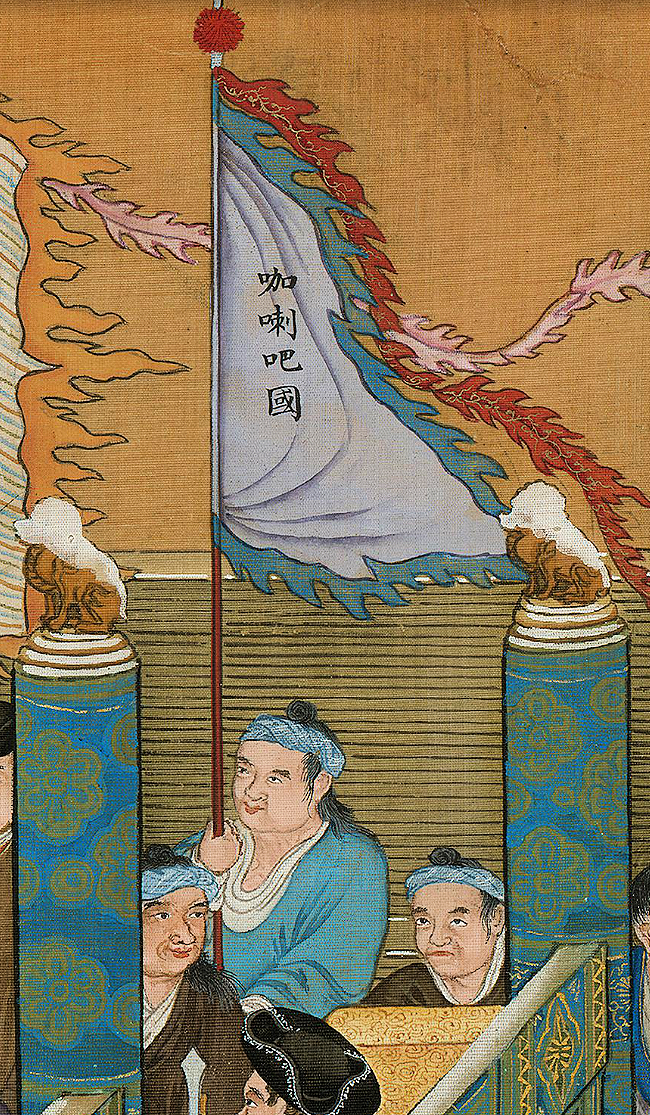
Delegati dell'Indonesia (咖喇吧國) Giacarta
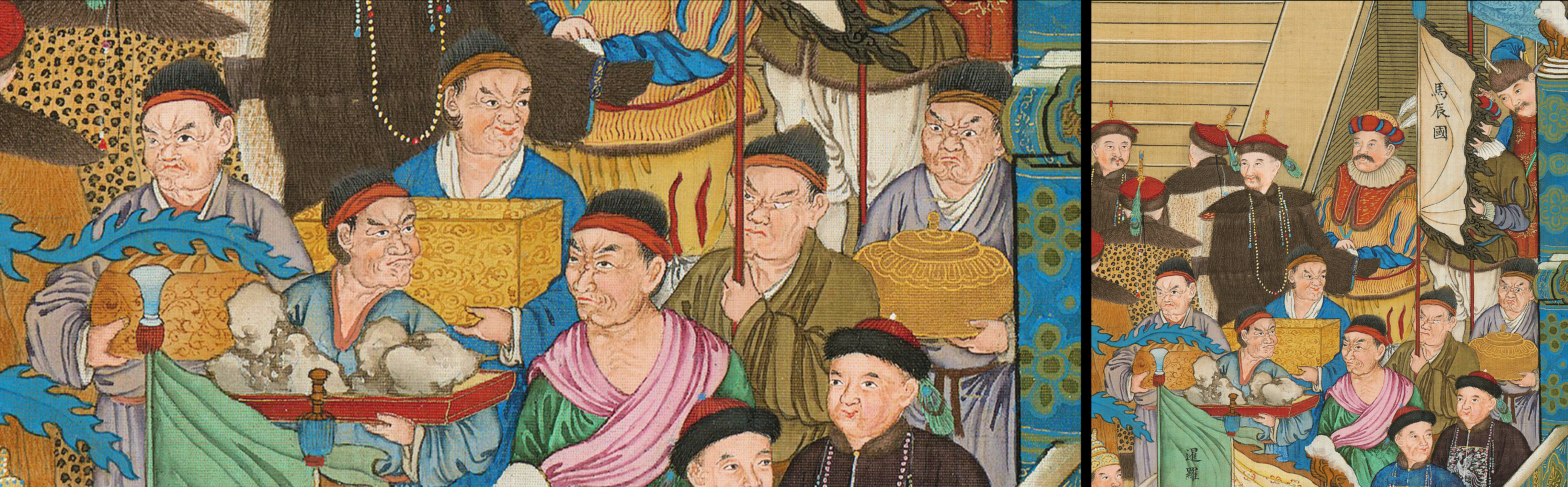
Delegati di Banjarmasin (馬辰國)
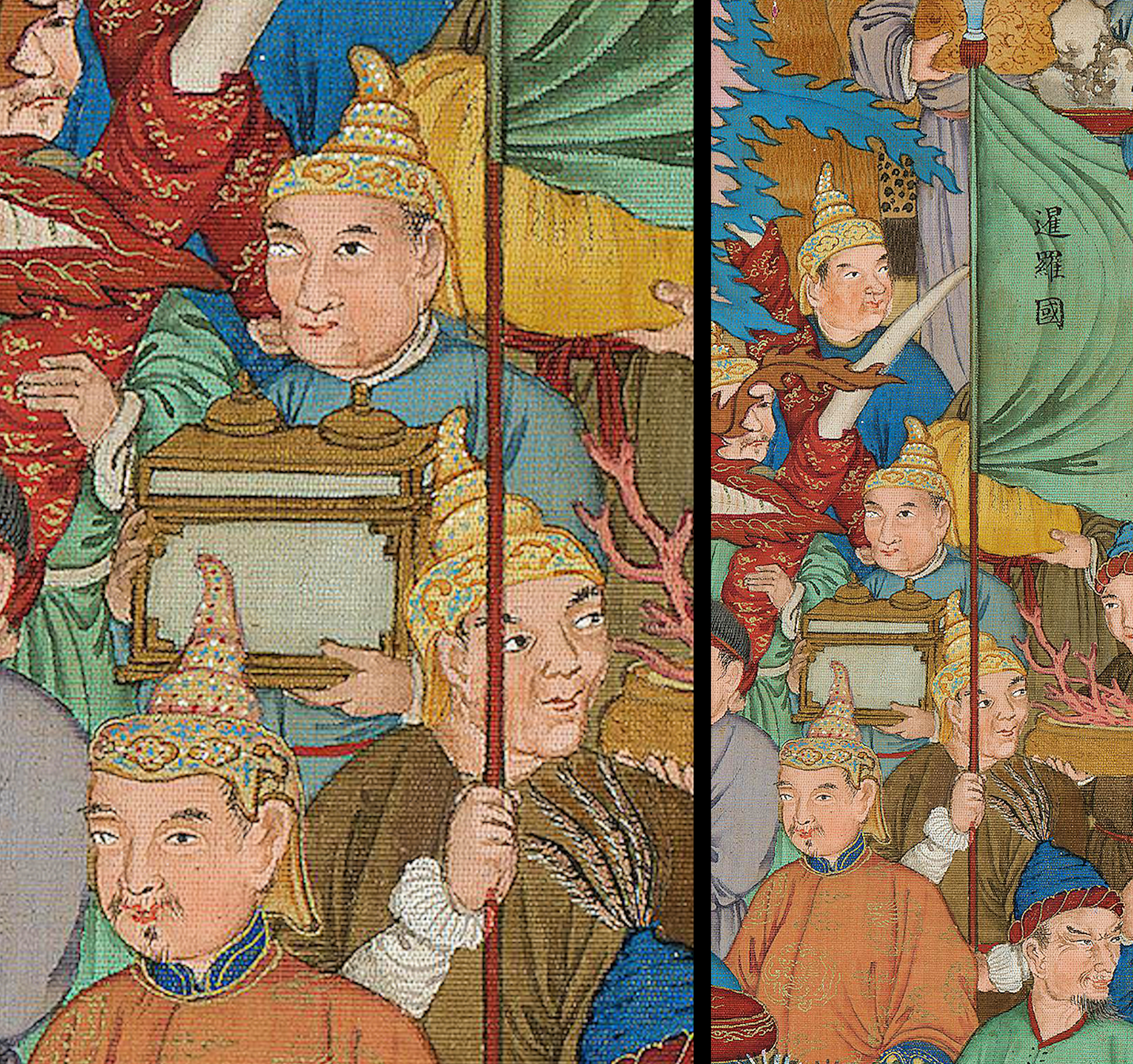
Delegati del Siam (暹羅國)
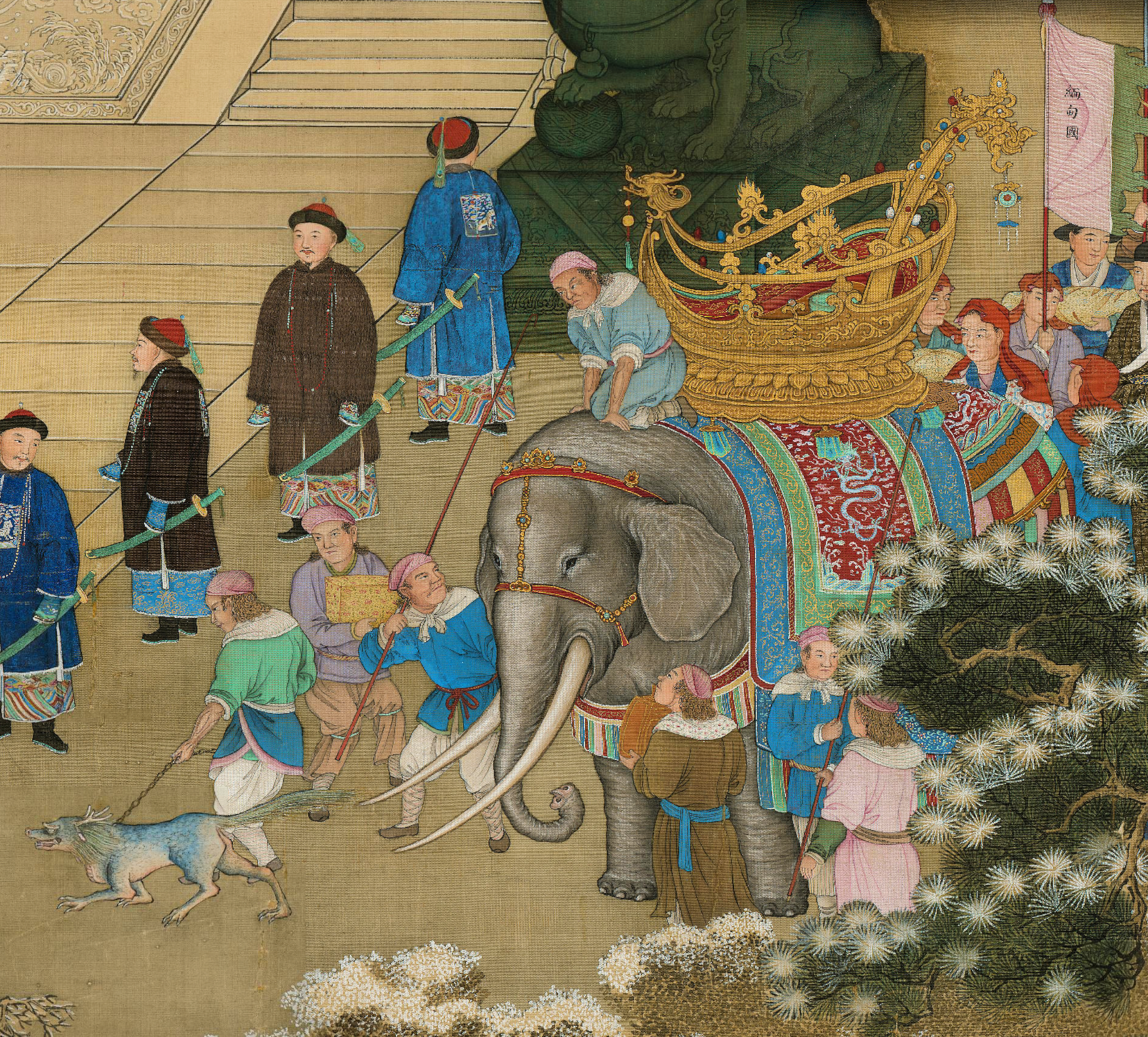
Delegati del Myanmar (緬甸國)
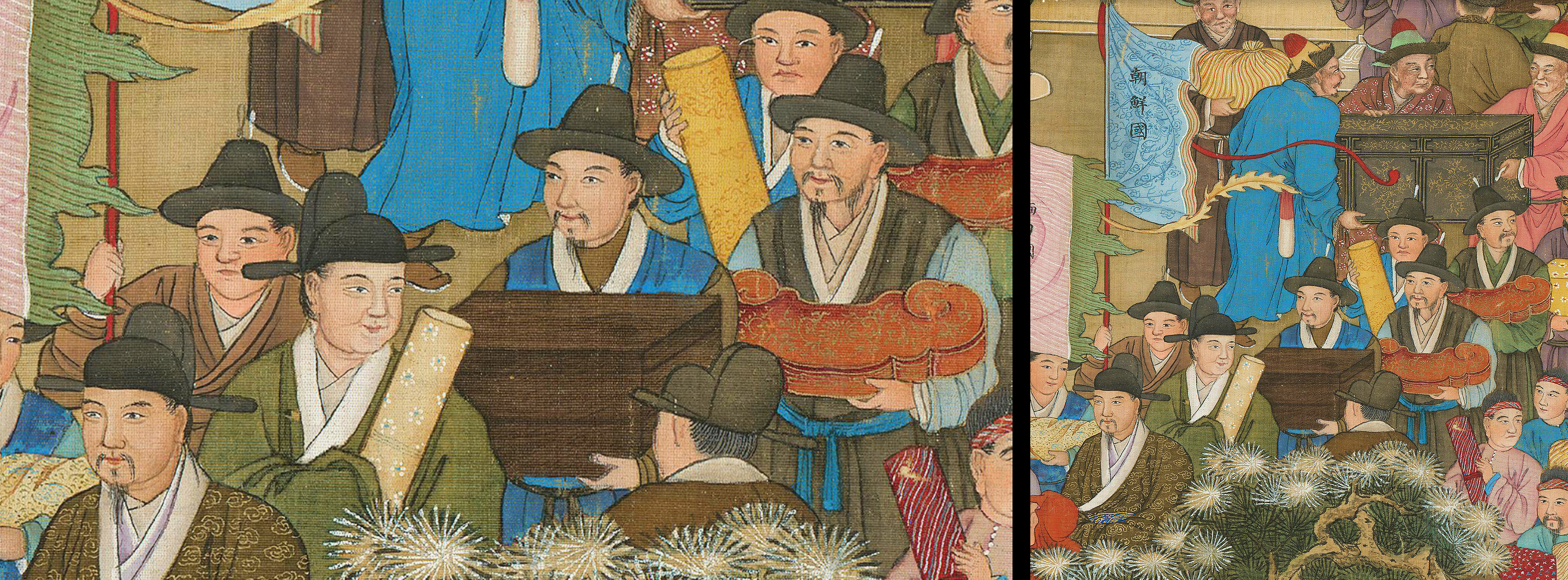
Delegati della Corea (朝鮮國)
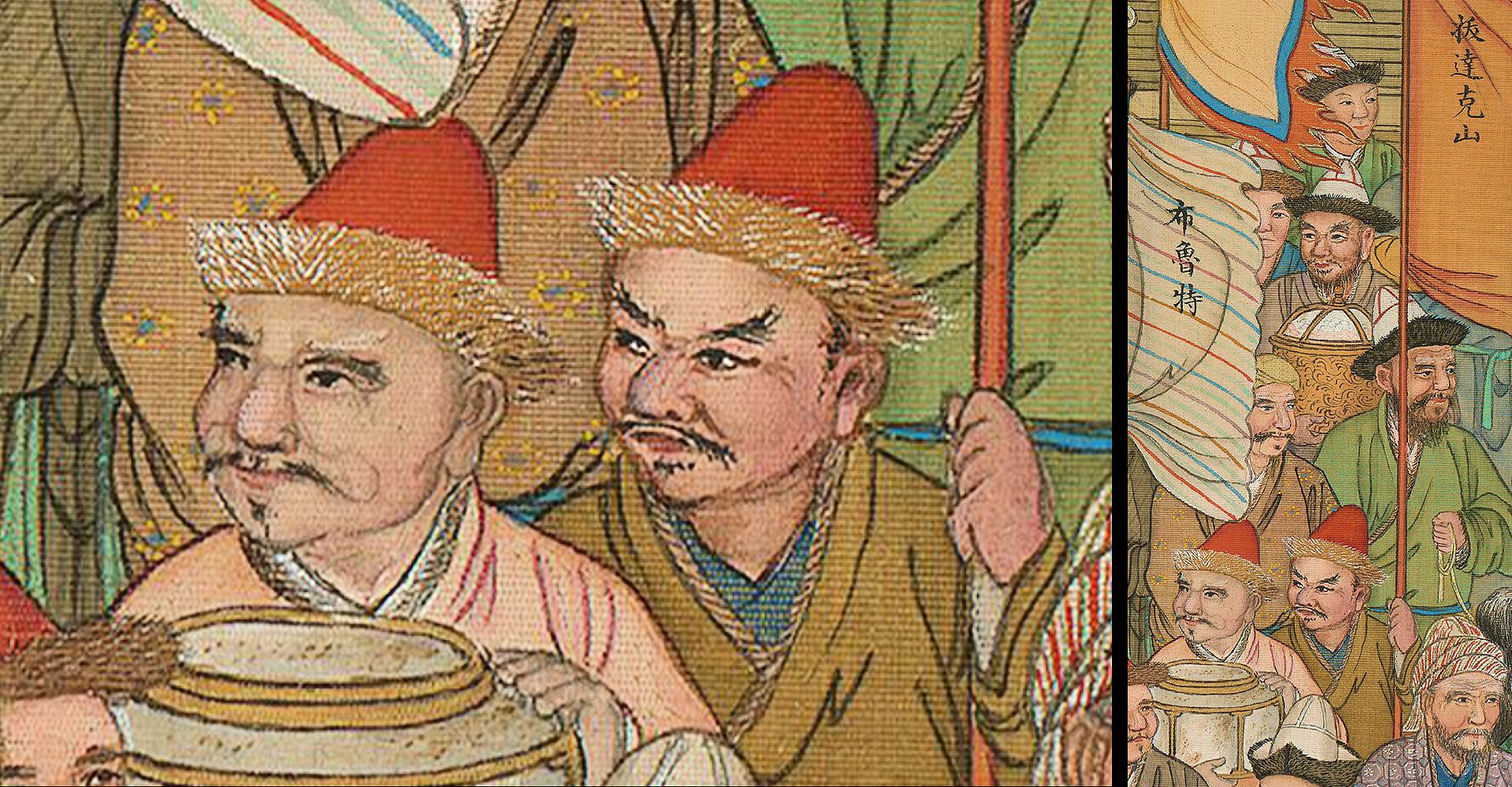
Delgati del Badakhshan (拔達克山)
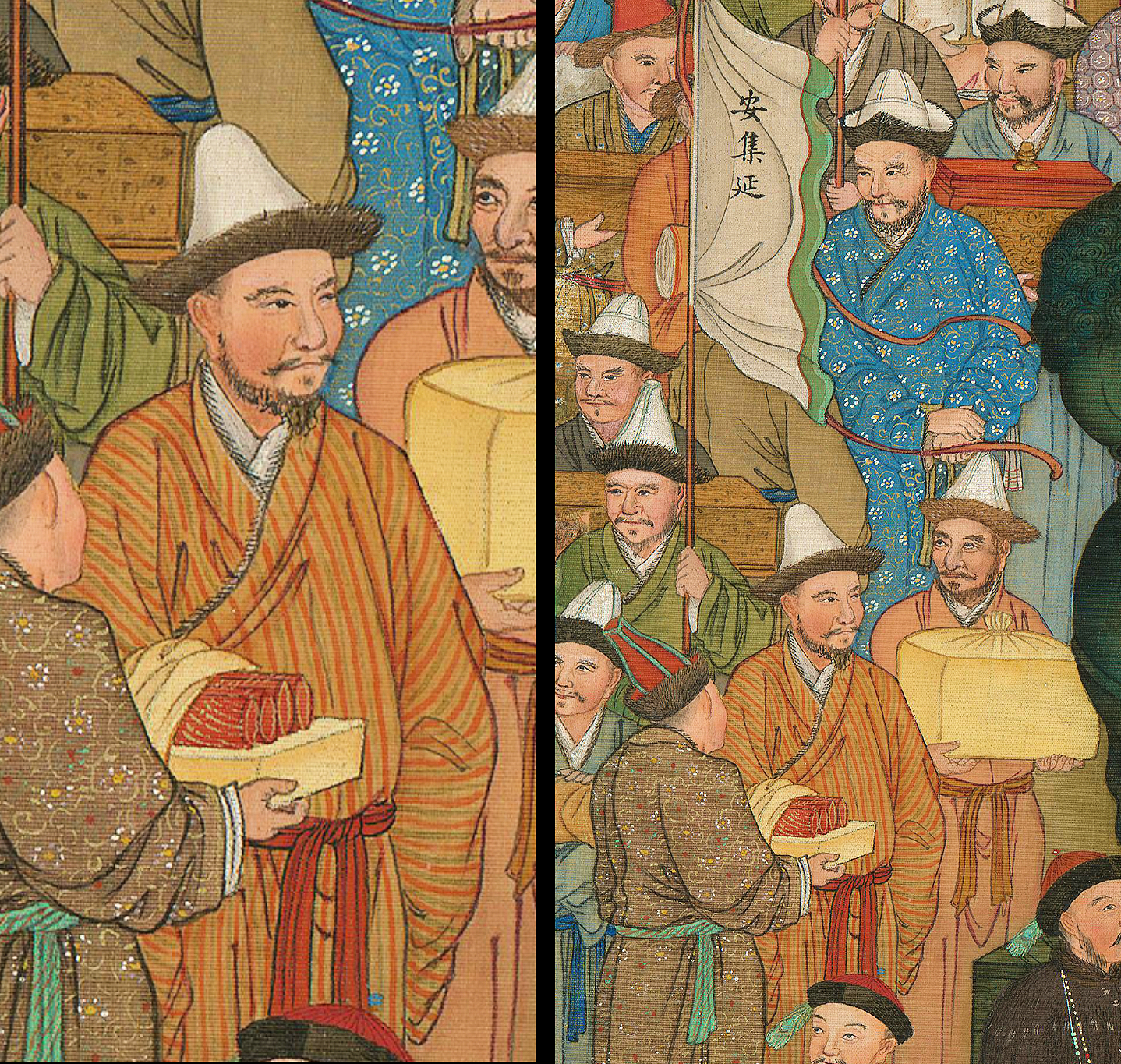
Delegati di Andijan (安集延)
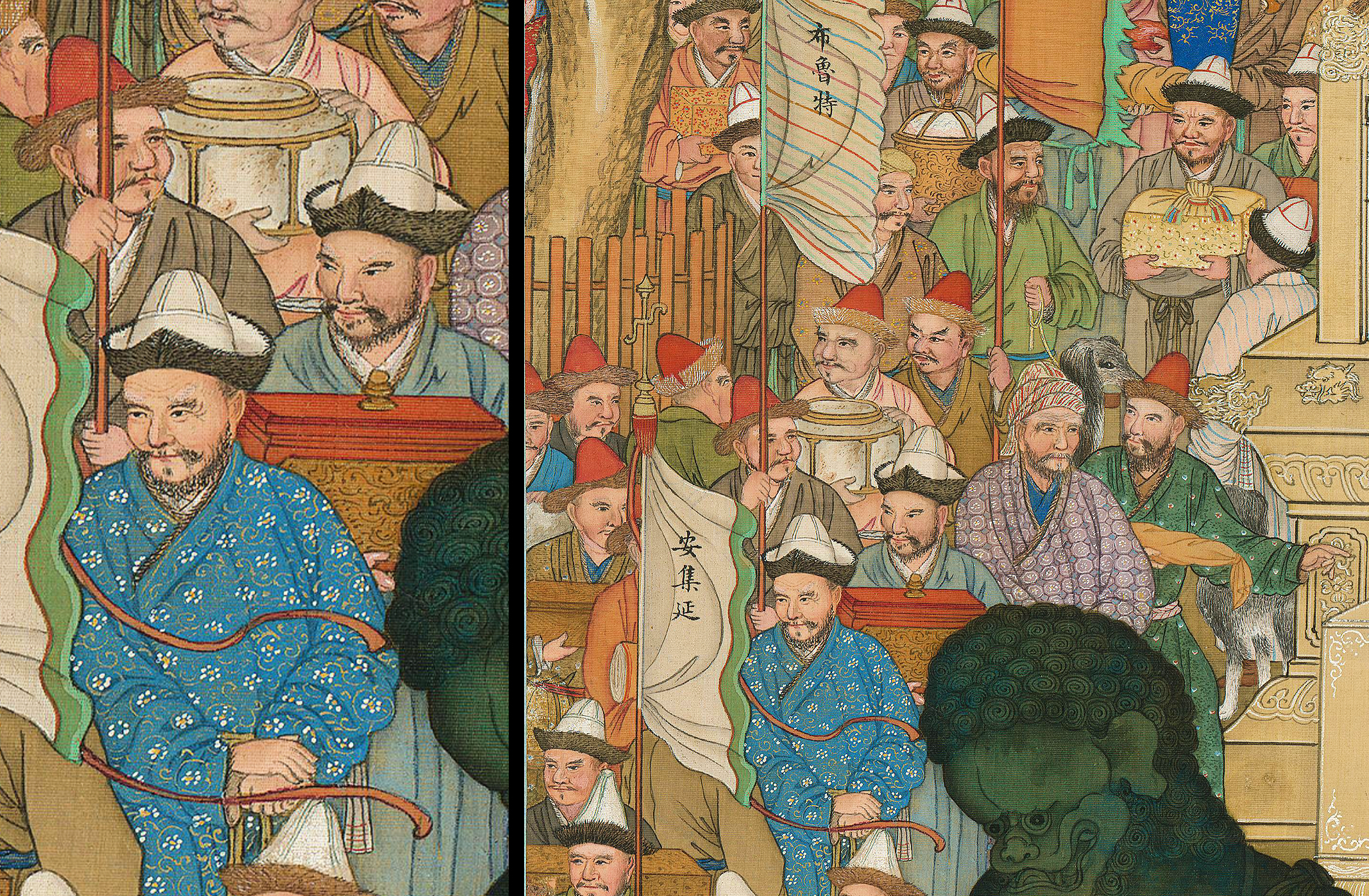
Delegati Kirghisi (布魯特)
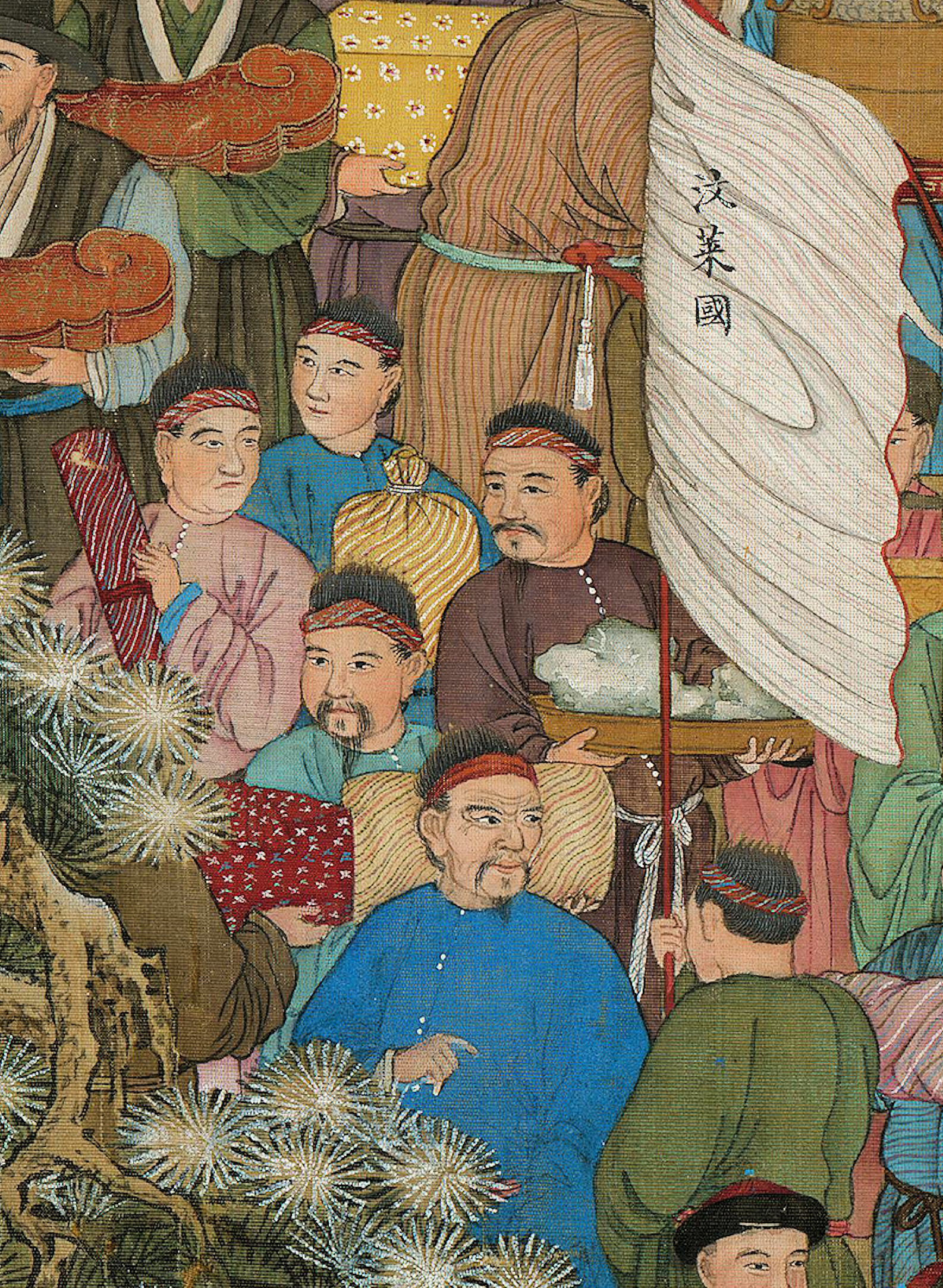
Delegati del Brunei (汶萊國)
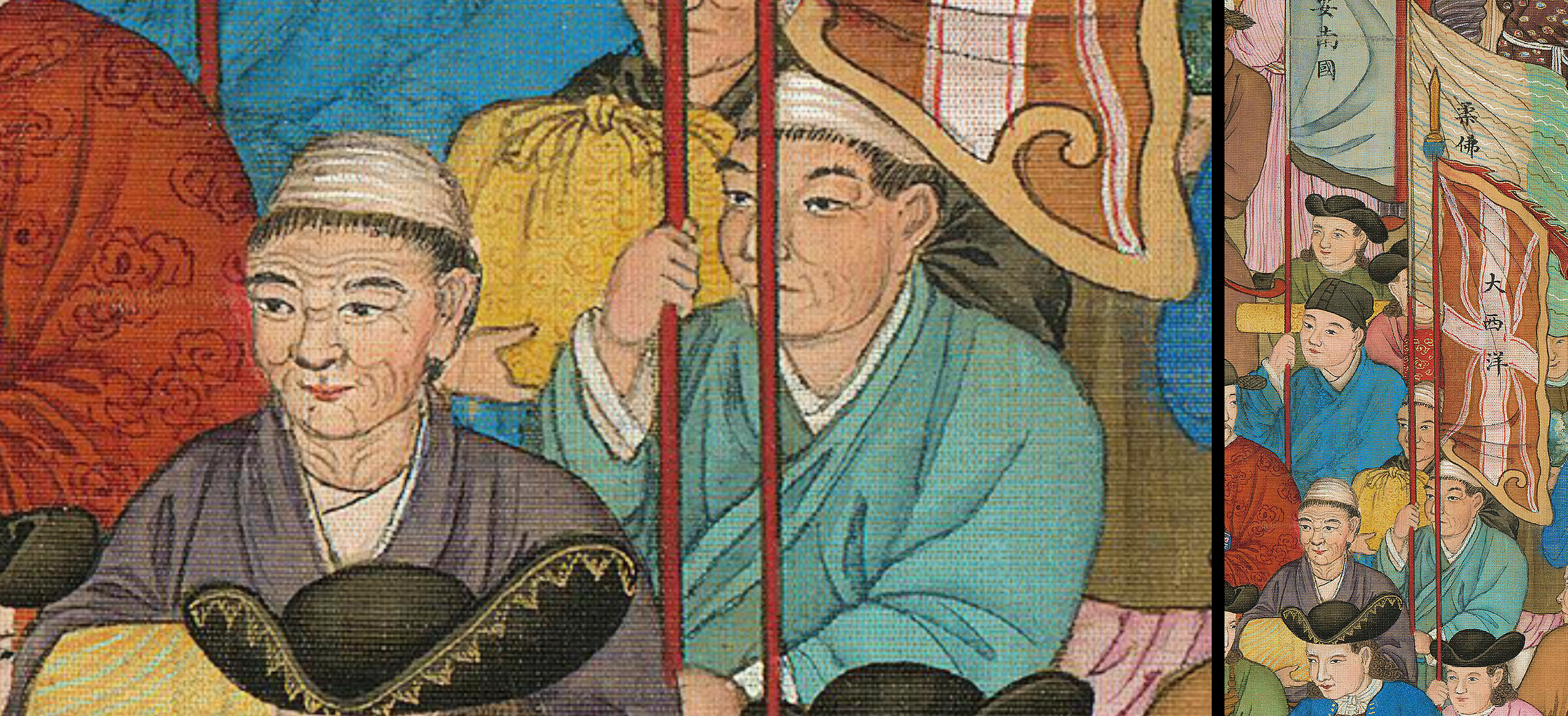
Delegati di Johor (柔佛國)
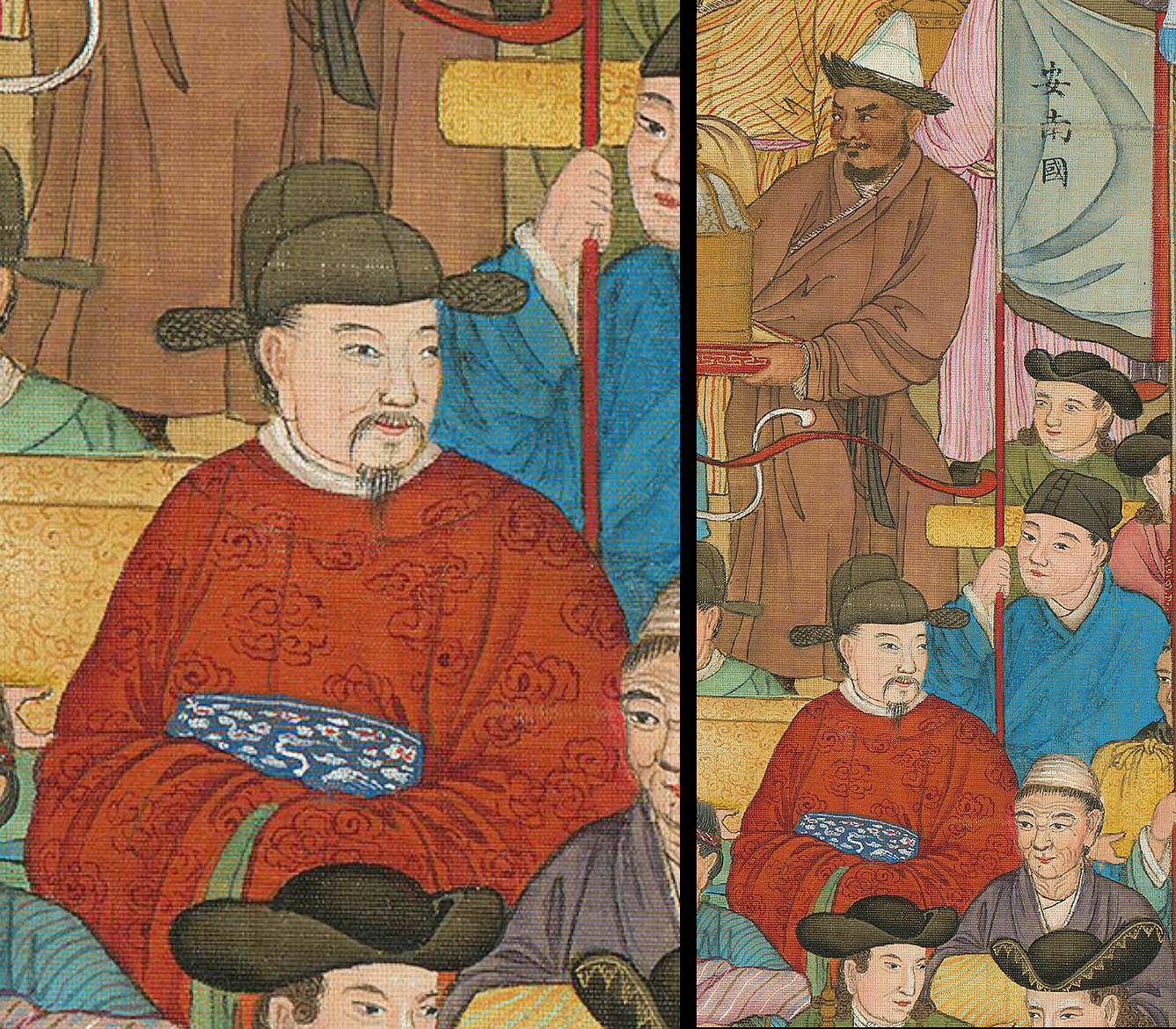
Delegati di Annam (安南國)
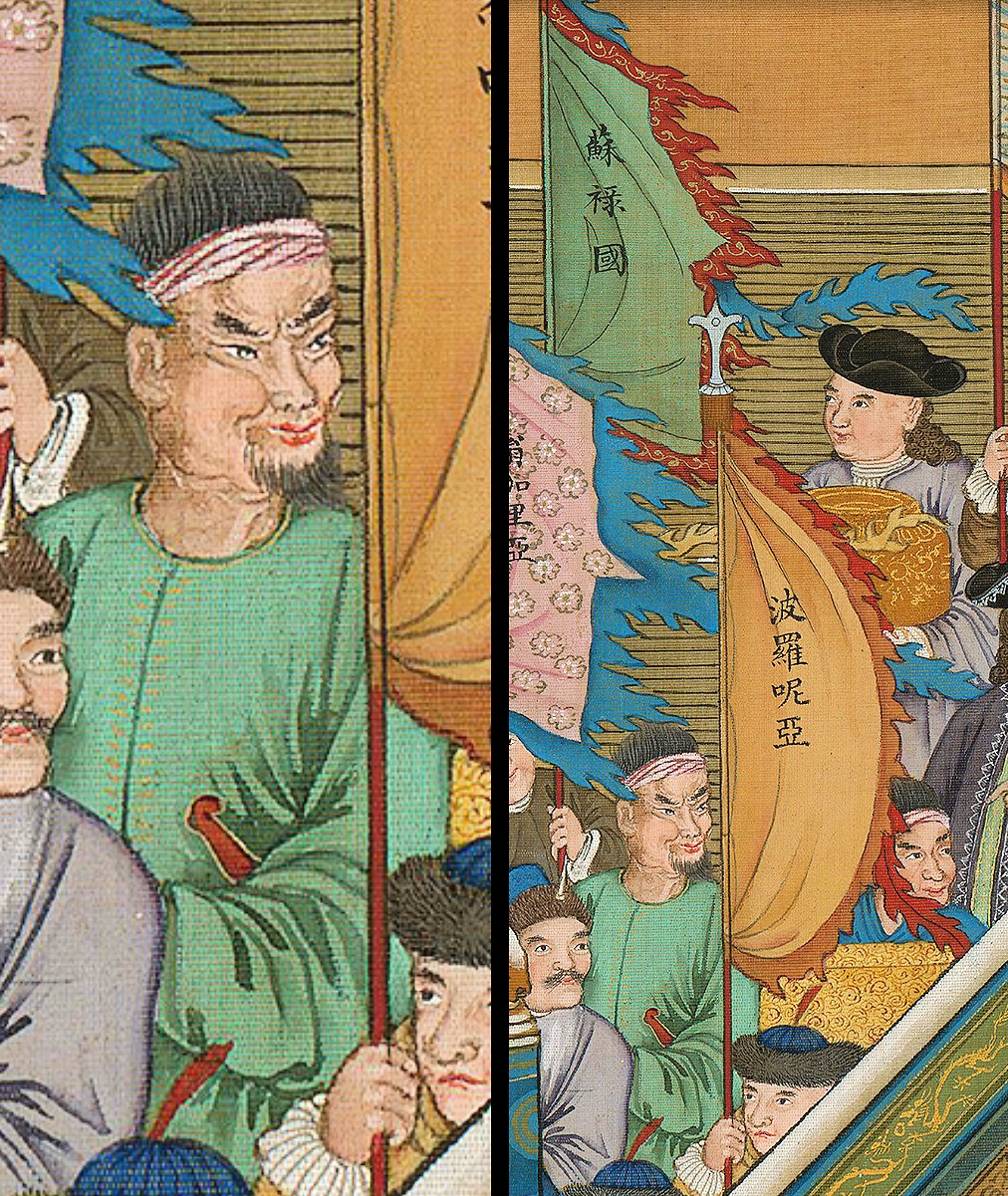
Delegati delle Isole Sulu (蘇祿國)
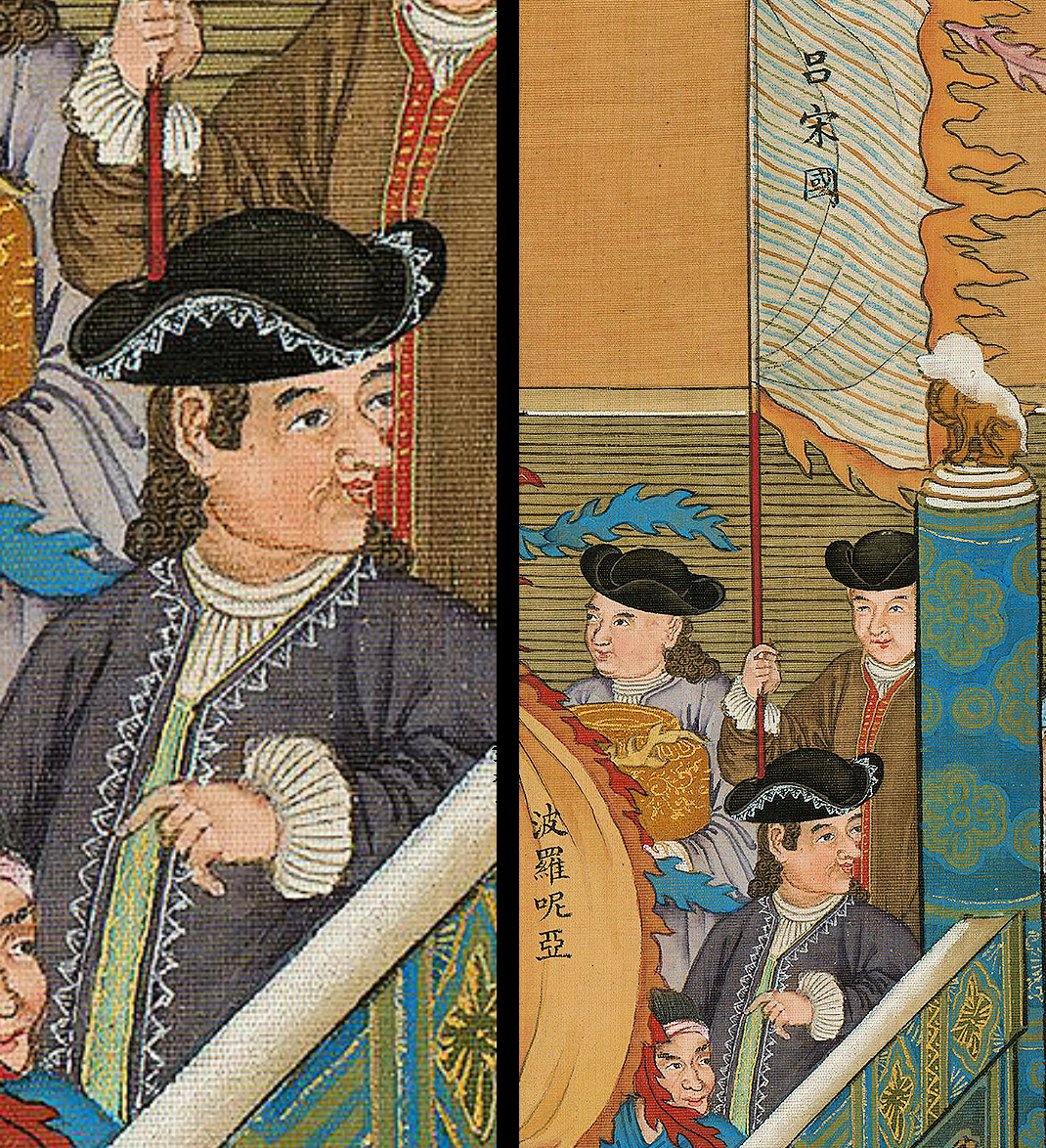
Delegati di Luzon (呂宋國)
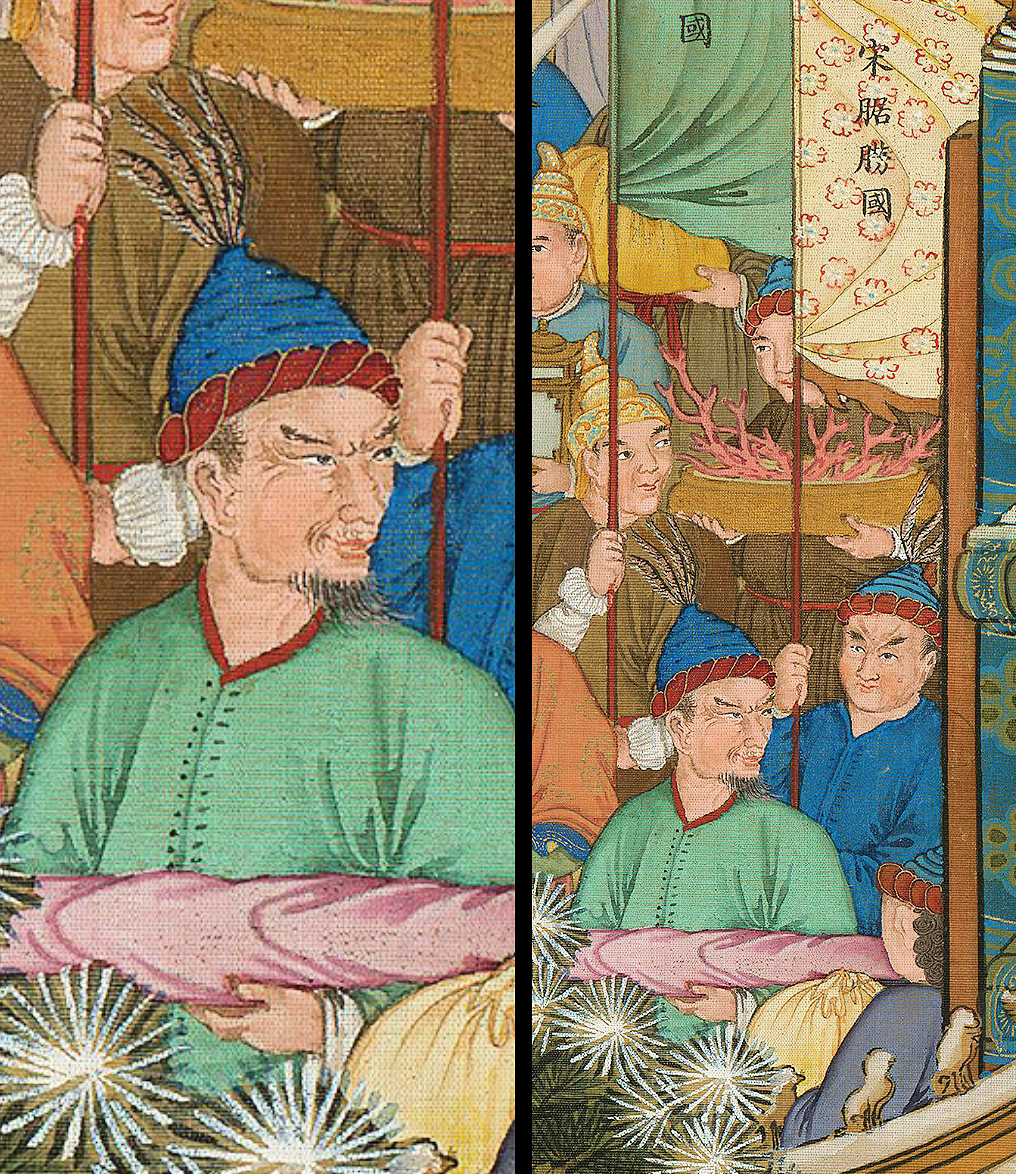
Delegati del Sultanato di Singora (宋腒𦛨國)
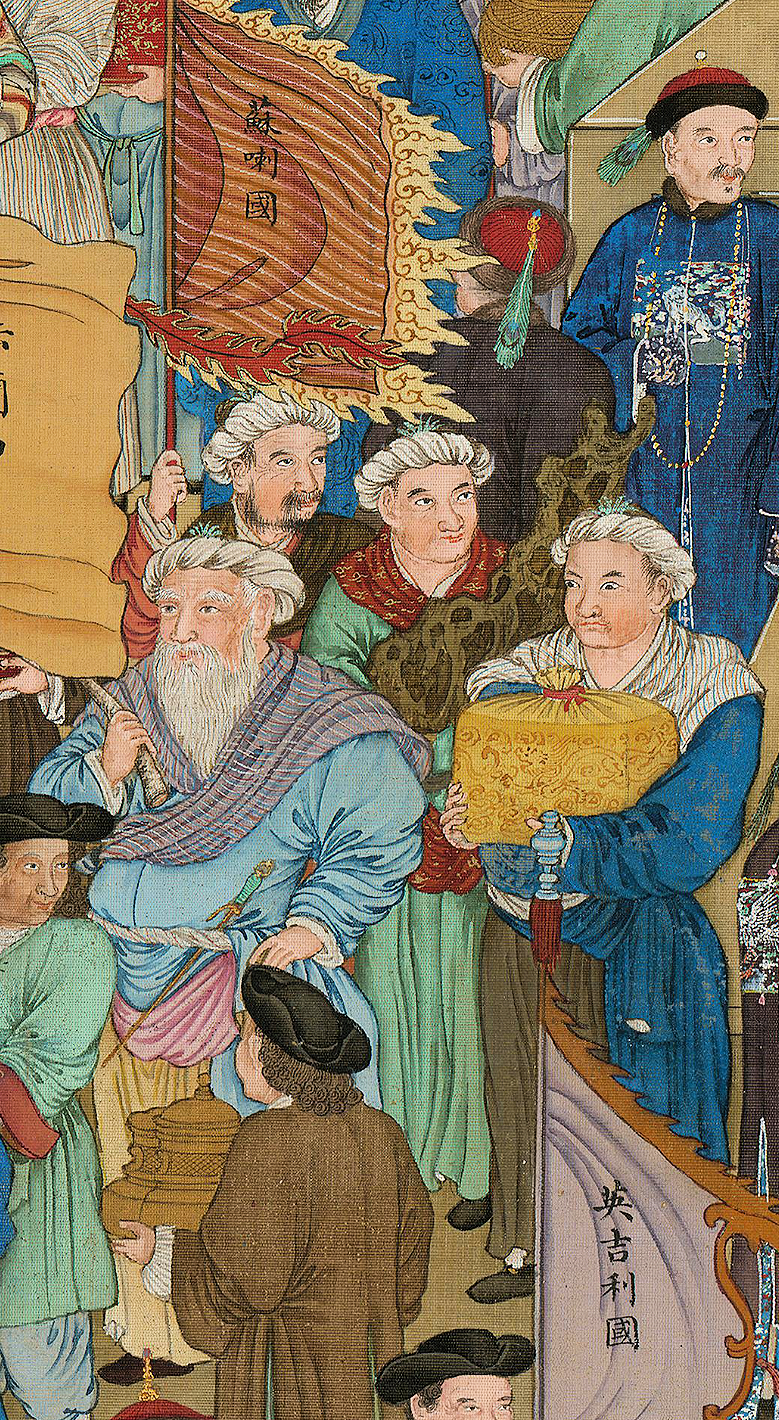
Delegati di Sumatra (蘇喇國)
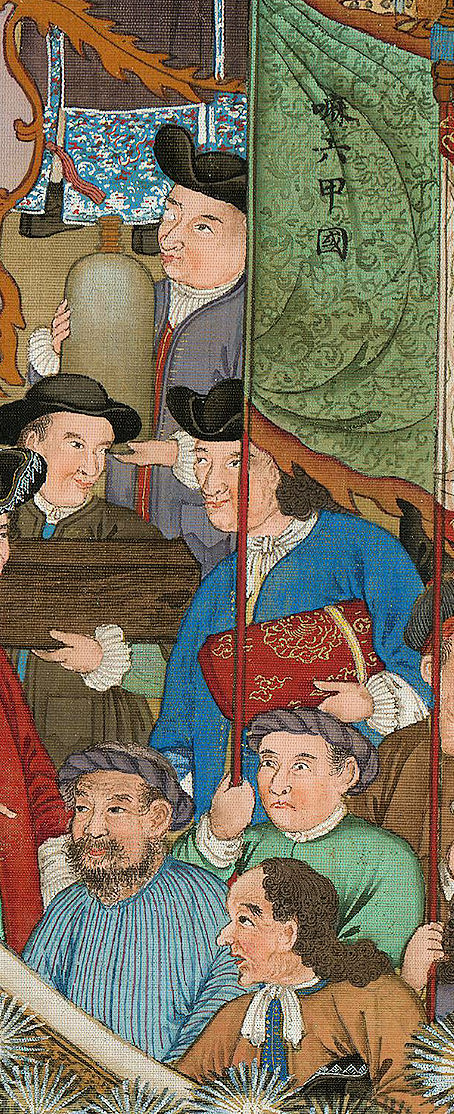
Delegati di Malacca (馬六甲國)

### Xinjiang
Compaiono anche numerosi rappresentanti dei territori appena conquistati dello Xinjiang (Guerre Dzungar-Qing): Ili (伊犁) nucleo dell'ex Khanato degli Zungari, Uqturpan (烏什), Kashgar (喀什喀爾), Yarkant (葉爾奇木).

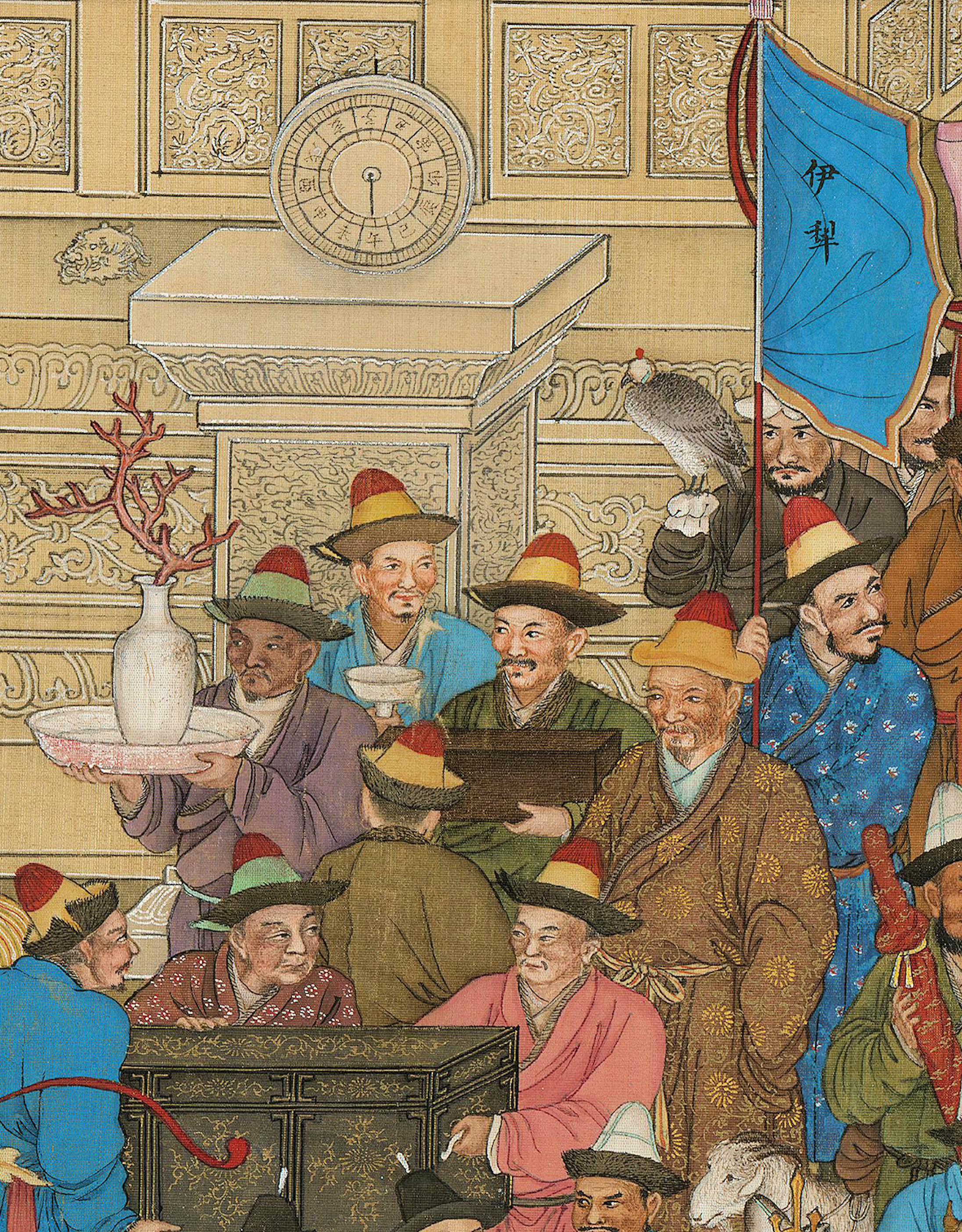
Delegati di Ili (bandiera con "伊犁", Ili, ex Khanato degli Zungari)
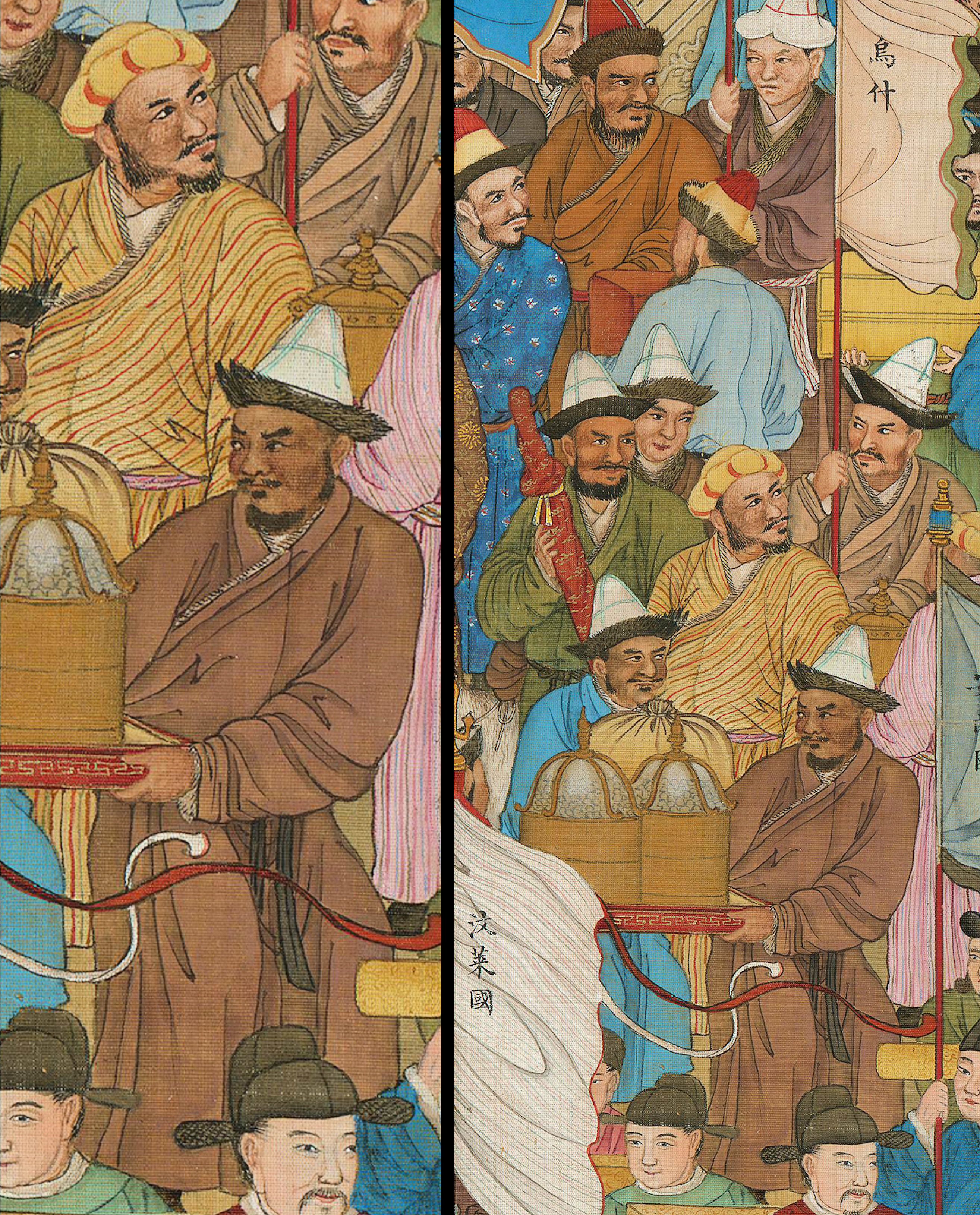
Delegati di Uqturpan (bandiera "烏什")
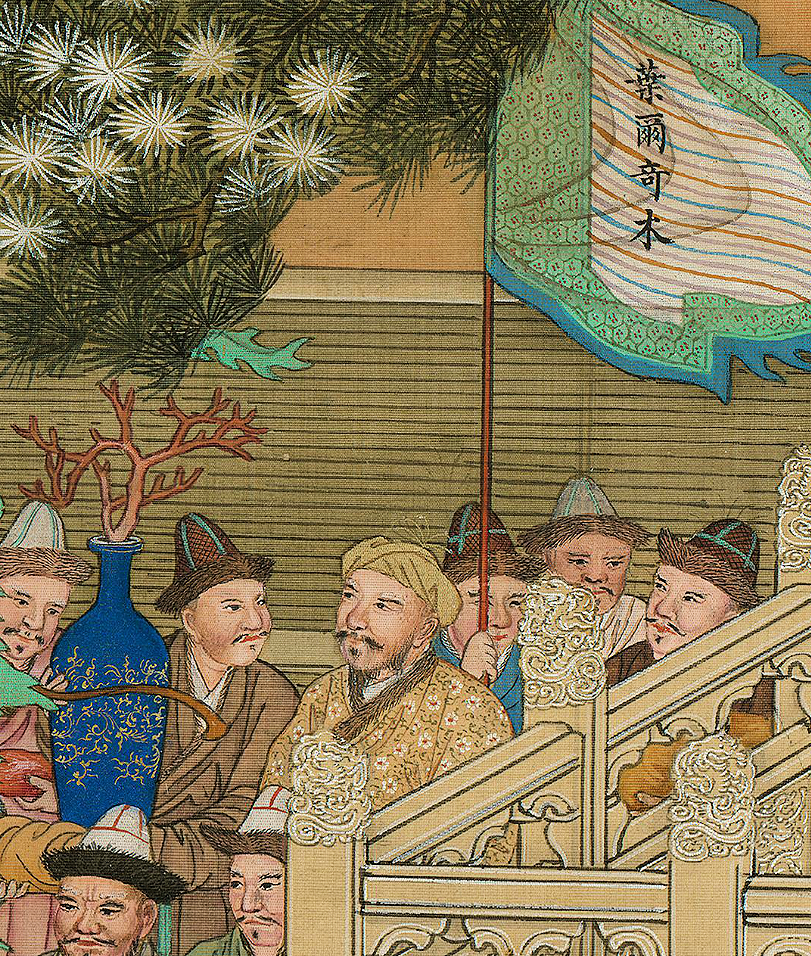
Delegati di Yarkant (葉爾奇木)
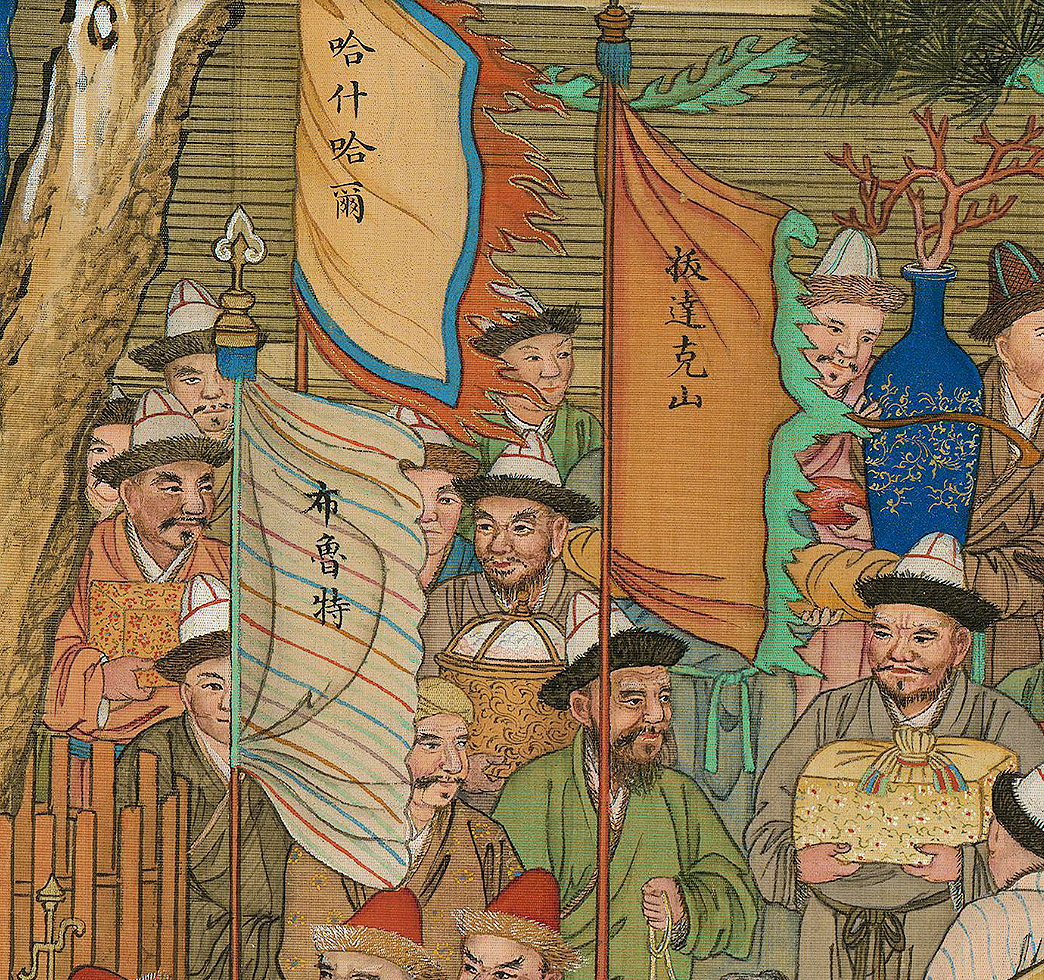
Delegati di Kashgar (喀什喀爾)
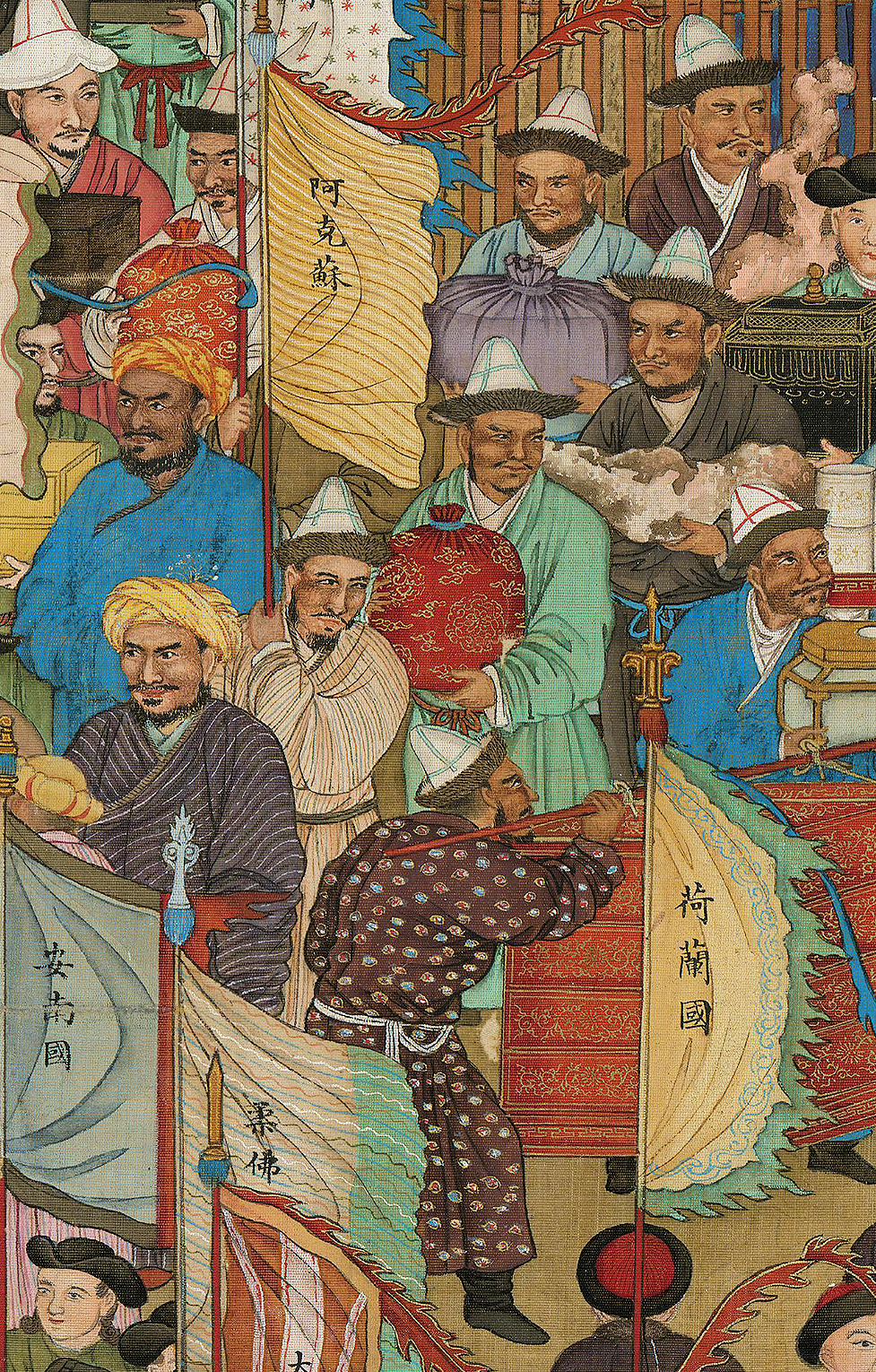
Delegati di Aksu (阿克蘇)
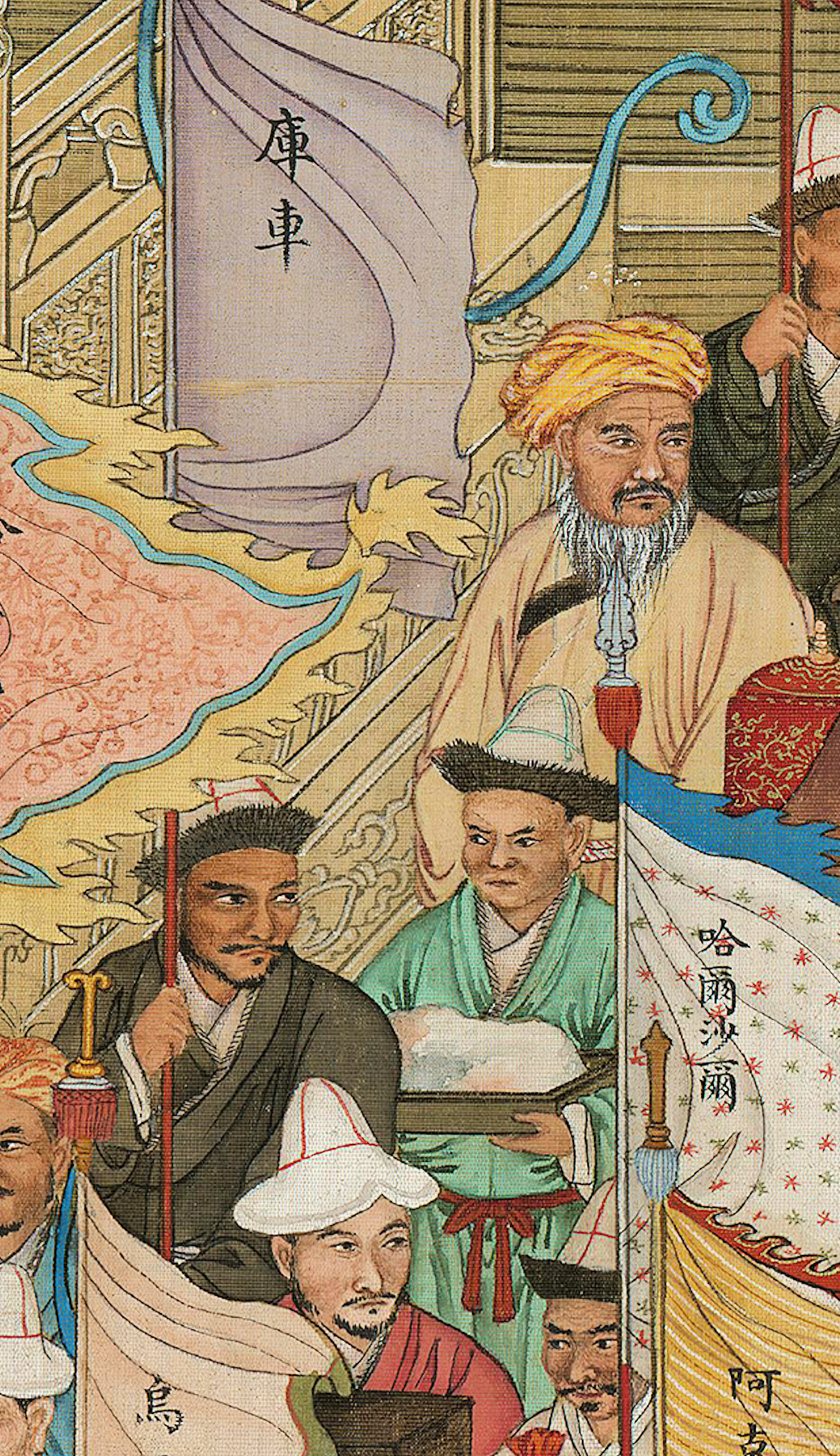
Delegati di Kucha (庫車)
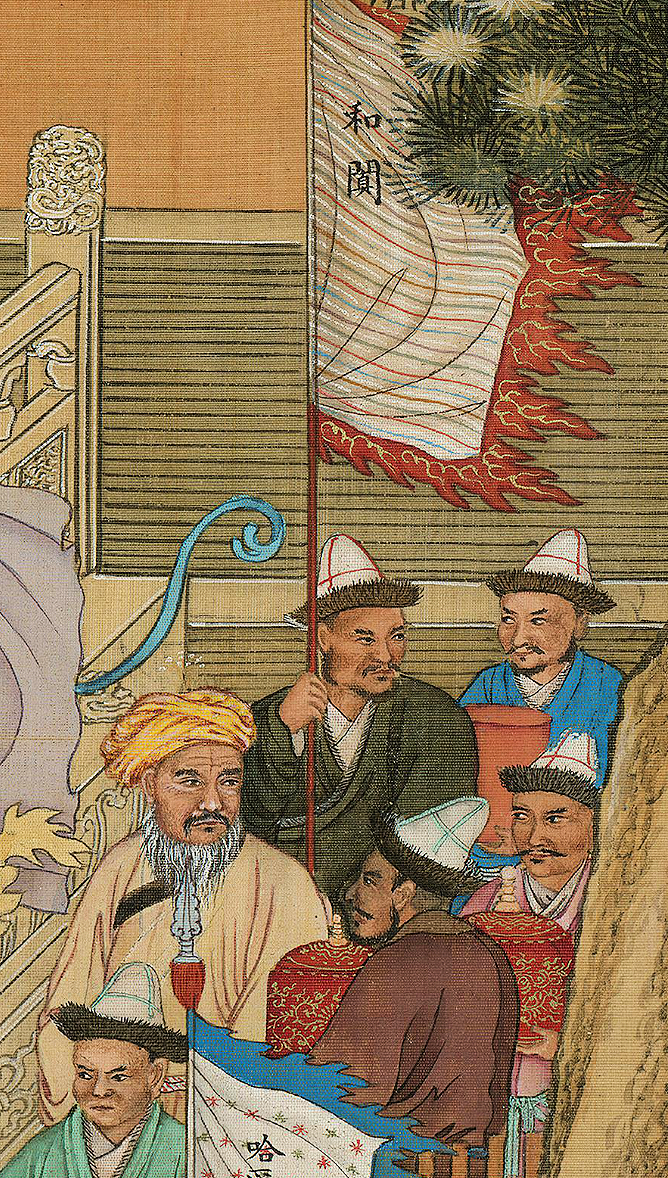
Delegati di Khotan (和闐)
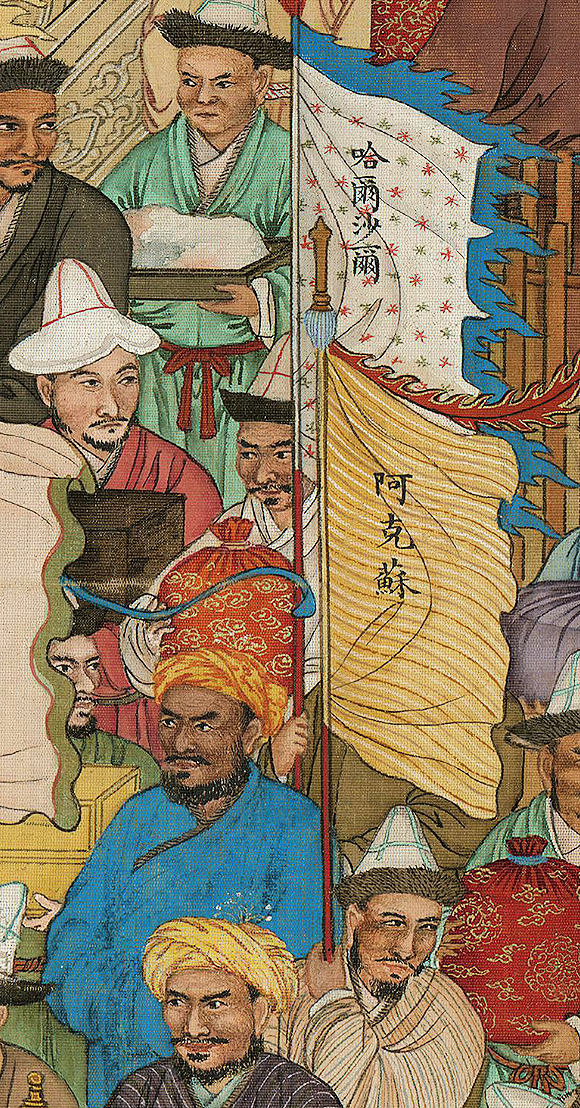
Delegati di Qarashahr (哈爾沙爾)

Sono presenti anche molti rappresentanti dell'Europa: Francia (法蘭西), Olanda (荷蘭), Inghilterra (英吉利), Russia (鄂羅斯國).

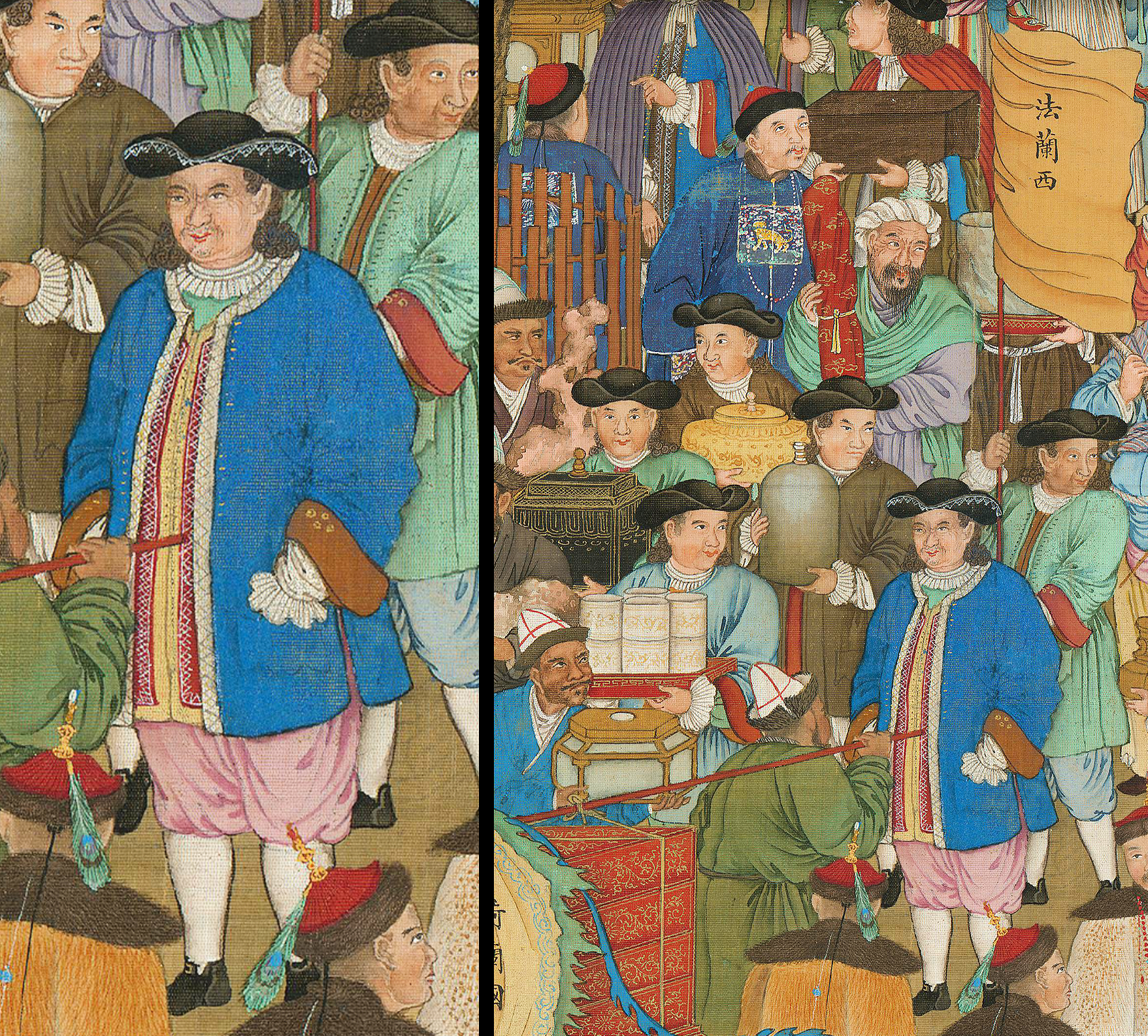
Delegati della Francia (bandiera "法蘭西")
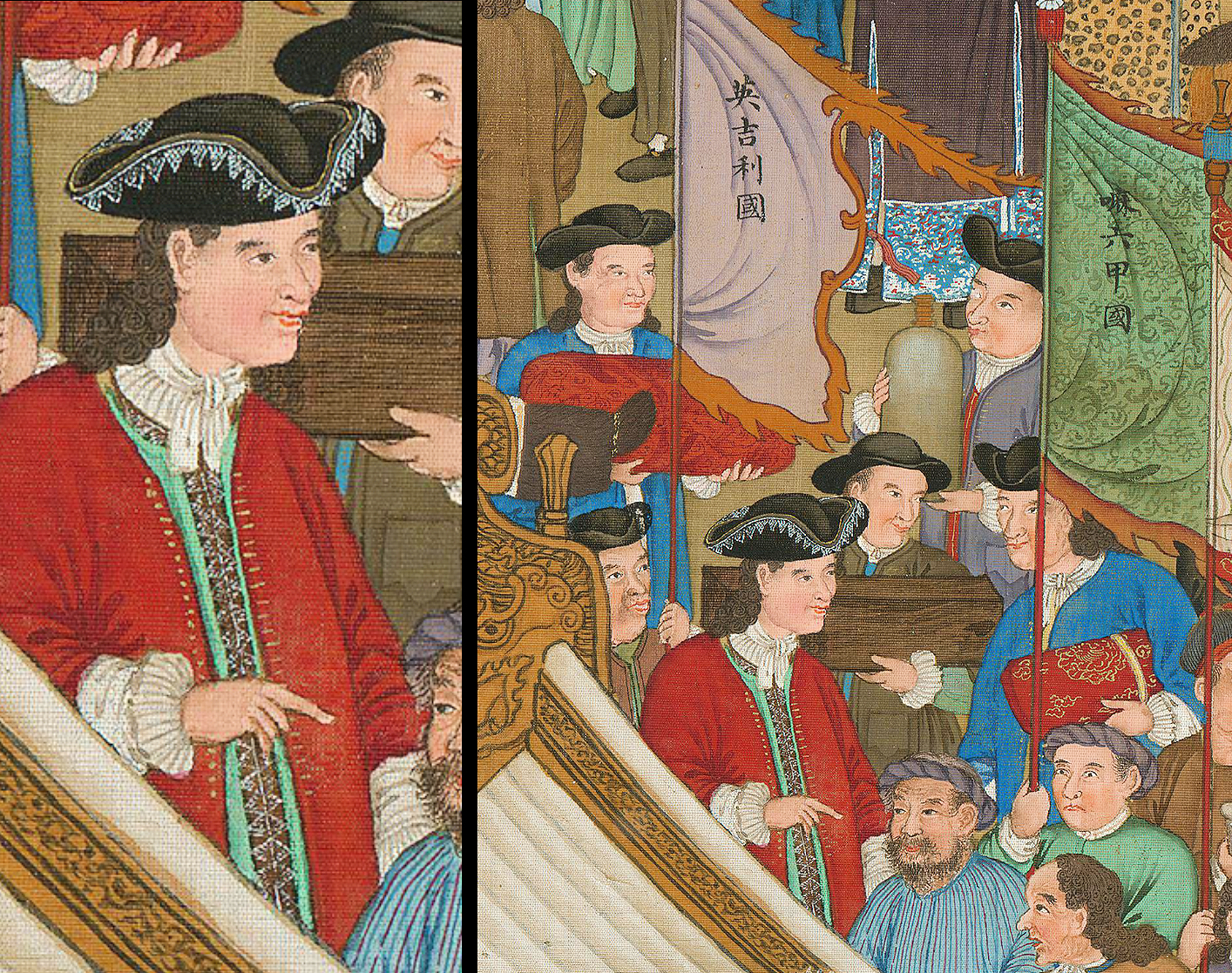
Delegati dell'Inghilterra (英吉利國)
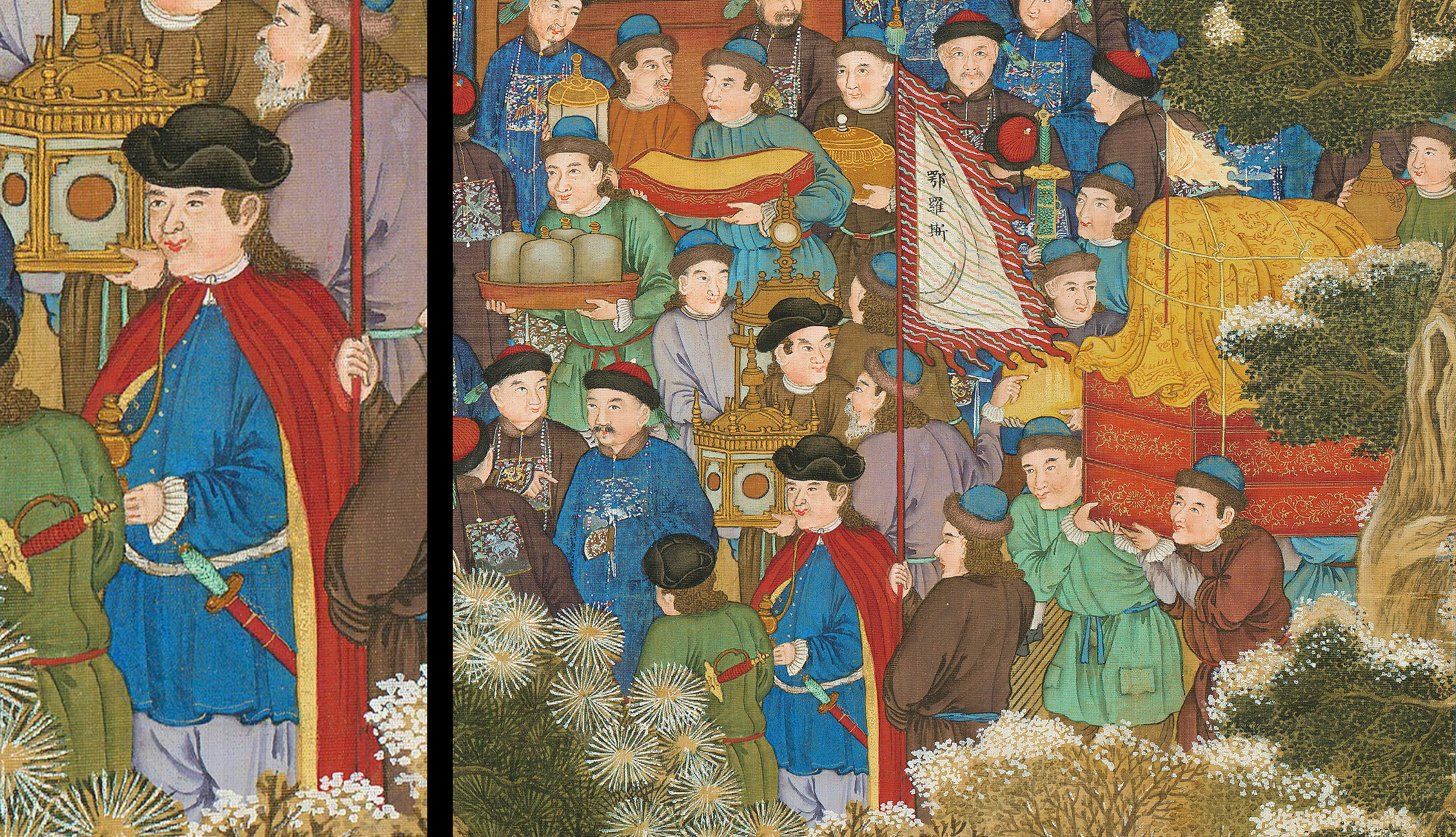
Delegati della Russia (鄂羅斯國)
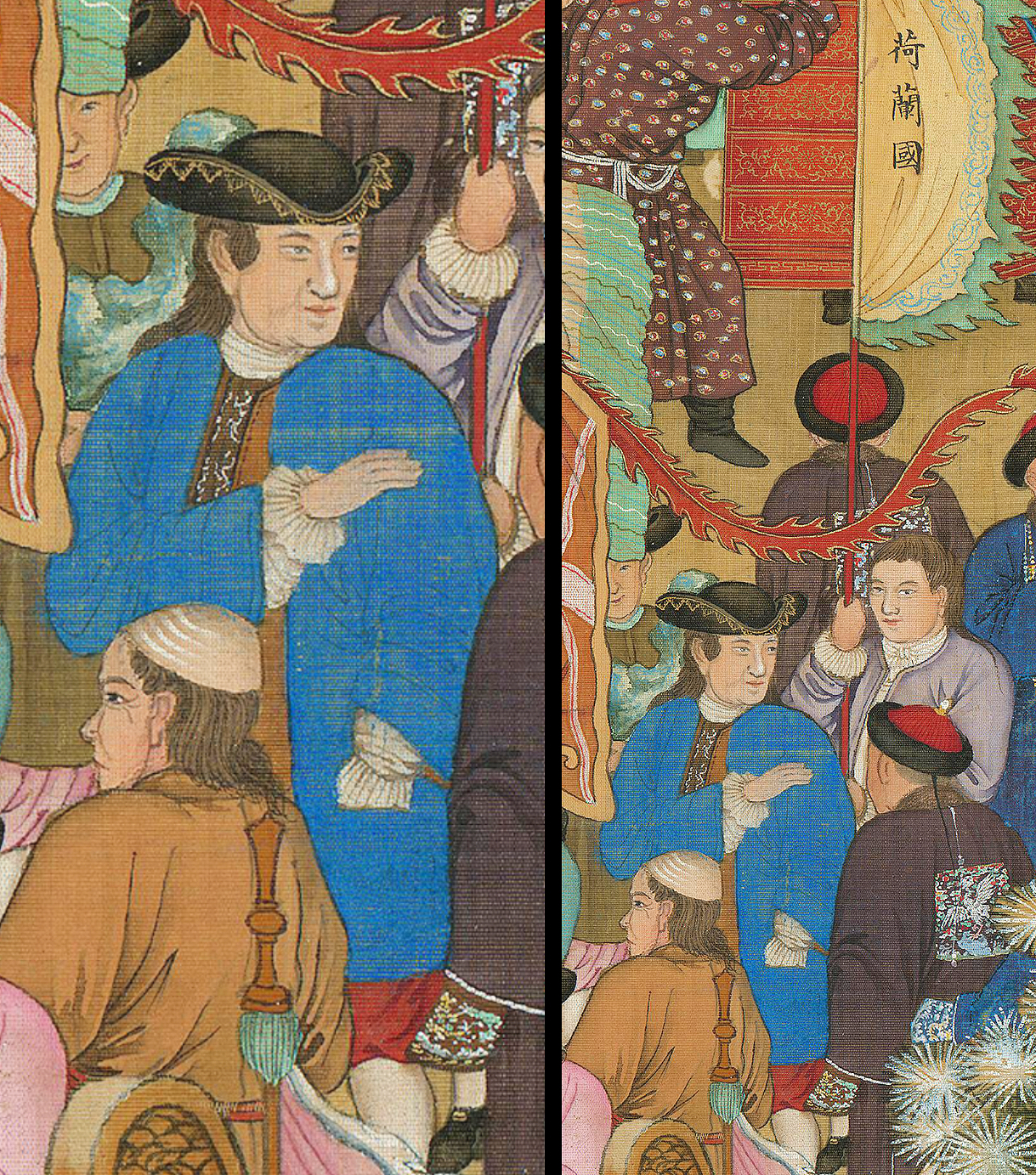
Delegati dell'Olanda (荷蘭國)
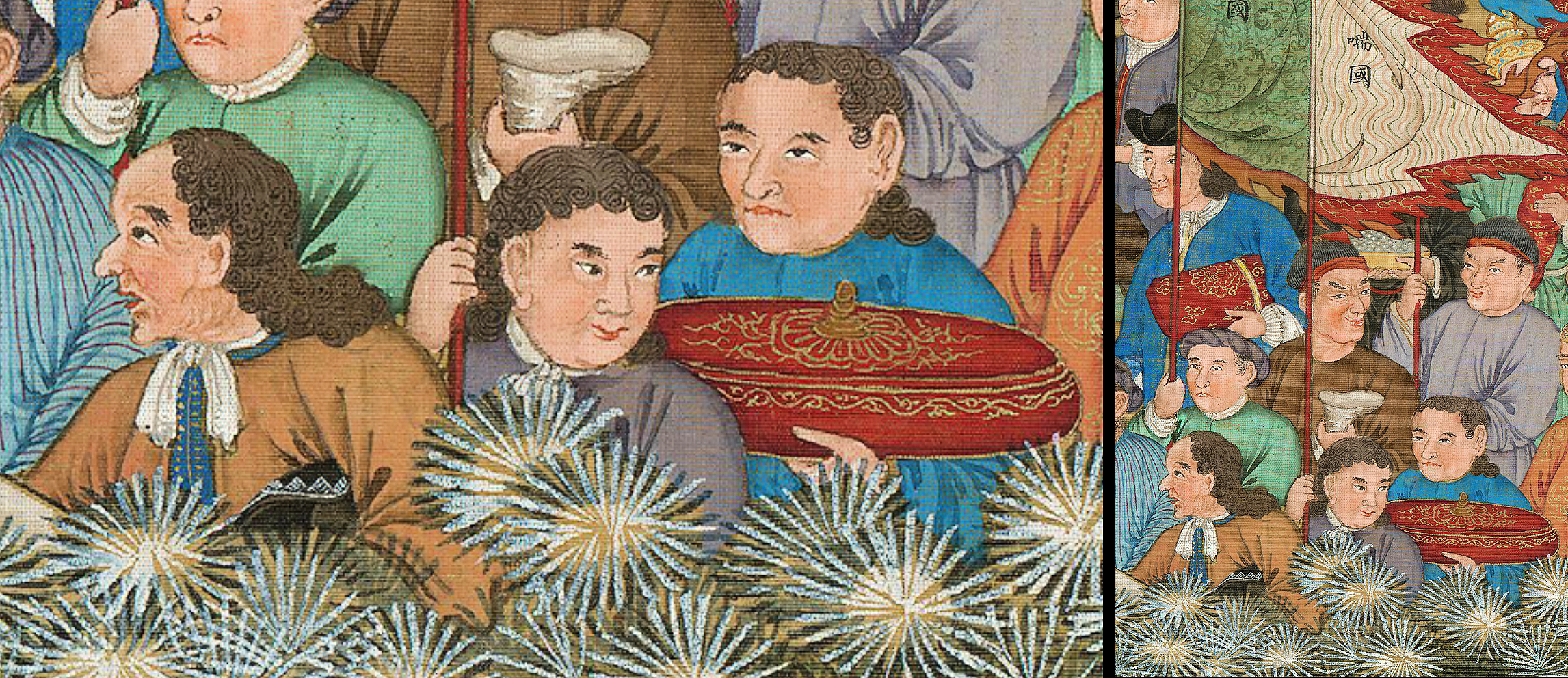
Delegati della Svizzera (瑞國)
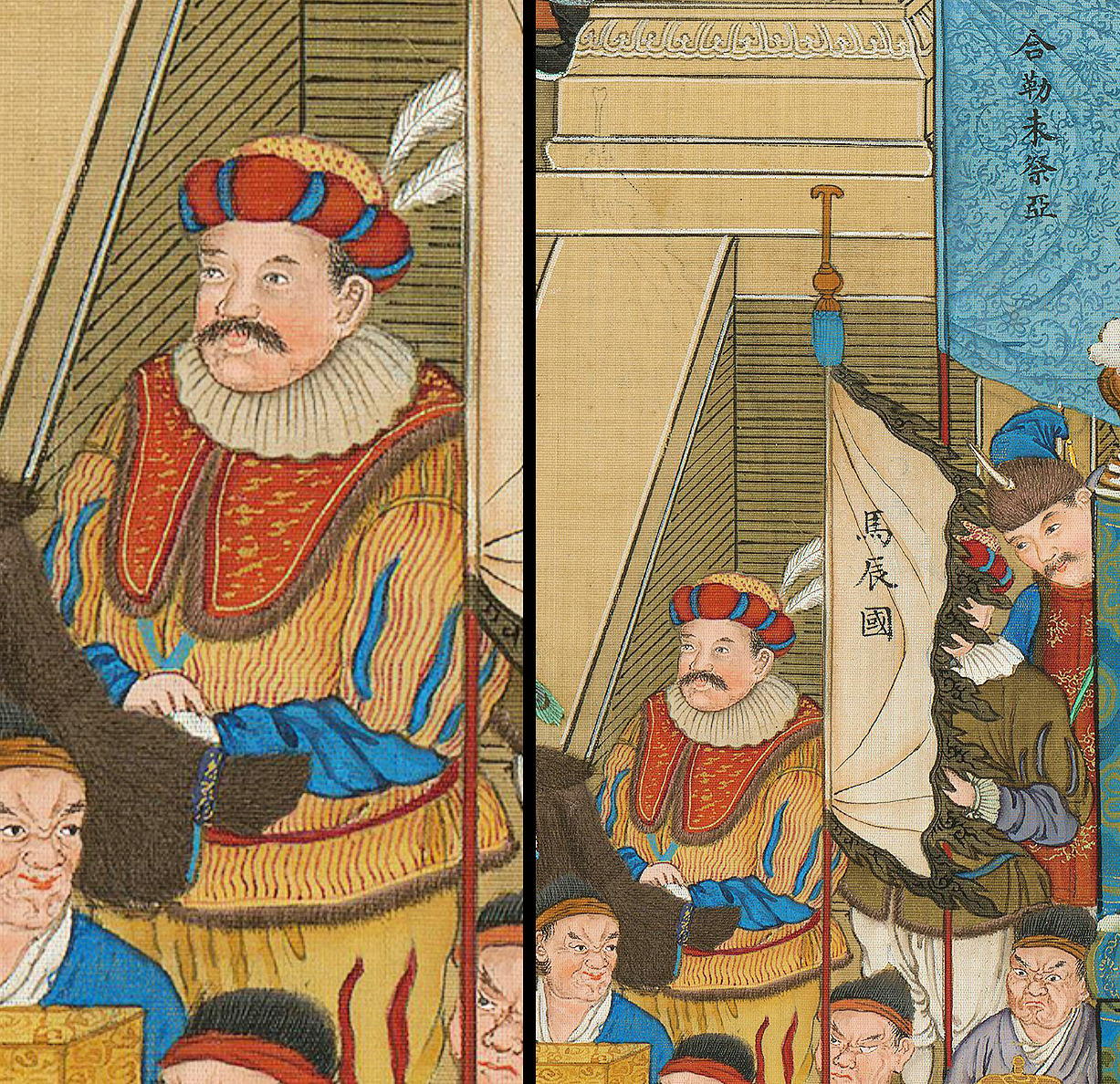
Delegati dell'Helvetia (合勒未祭亞)
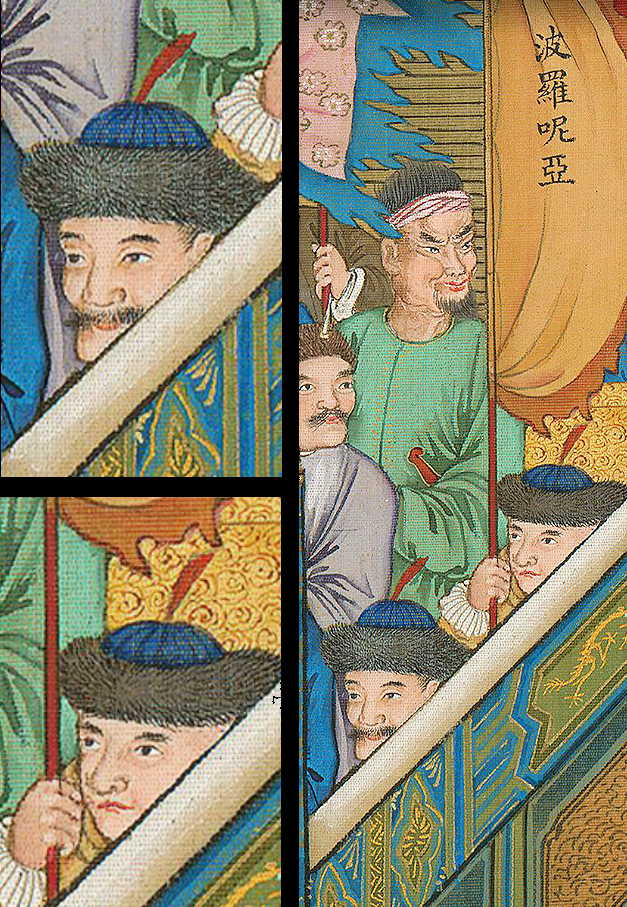
Delegati della Polonia (波羅呢亞)
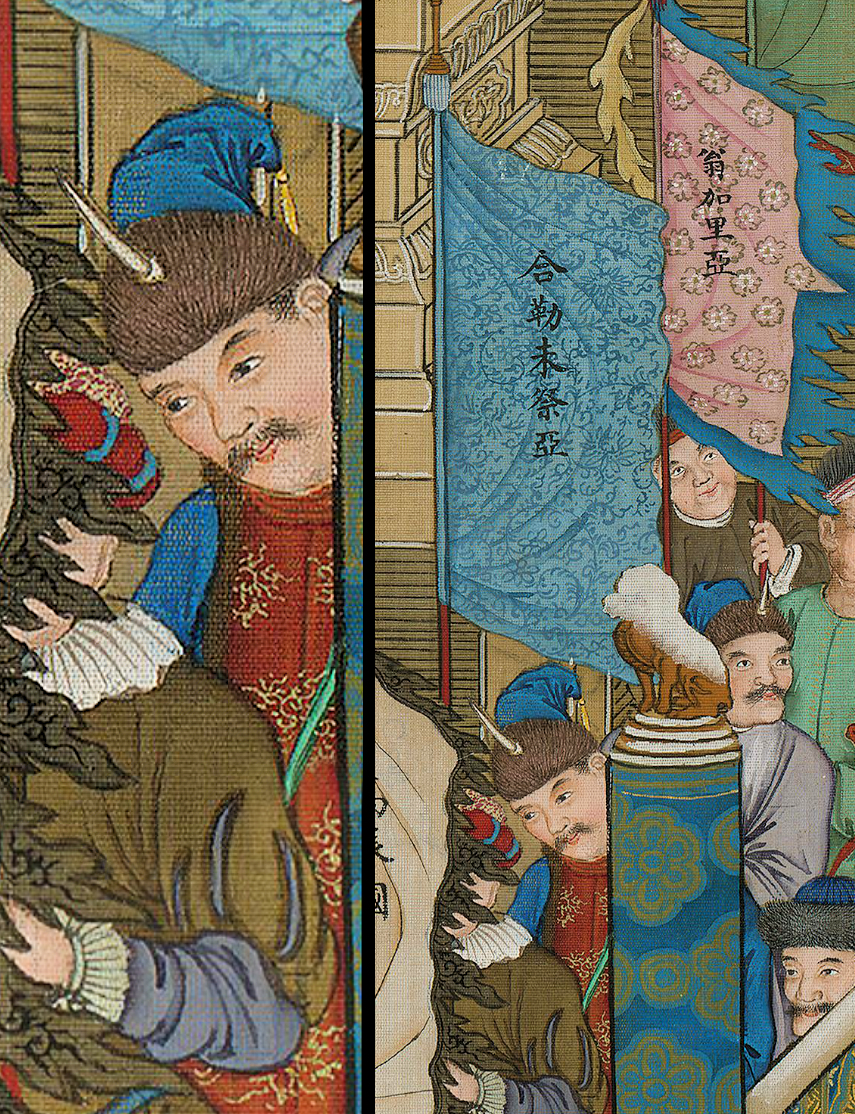
Delegati dell'Ungheria (翁加里亞)
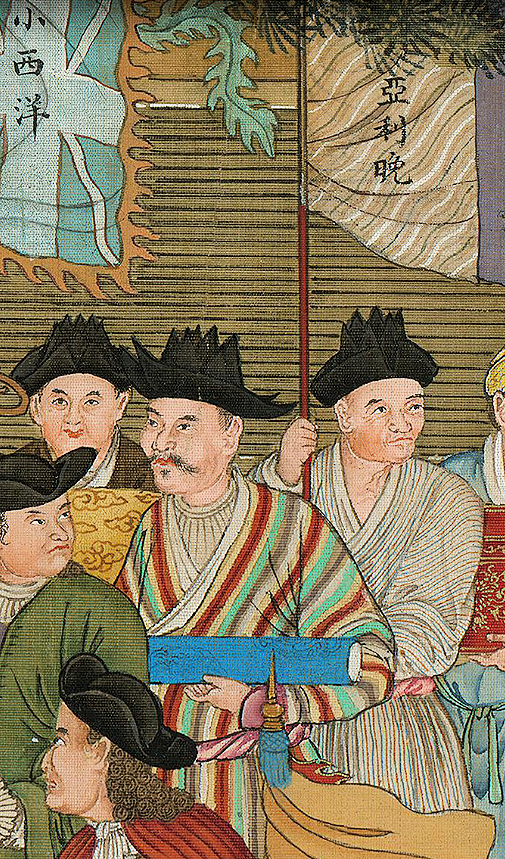
Delegati di Erevan (亞利晩)
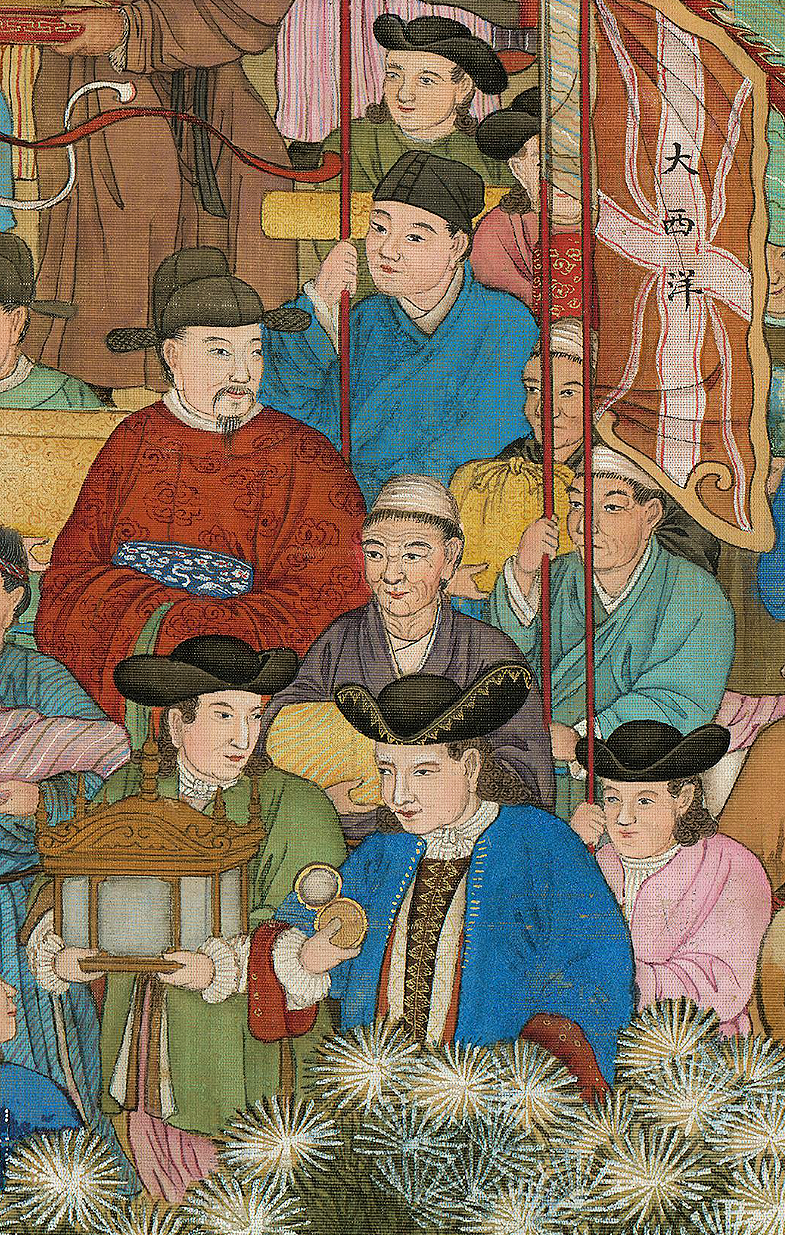
Delegati dell'Oceano atlantico (大西洋, Occidentali, nazionalità non chiara)
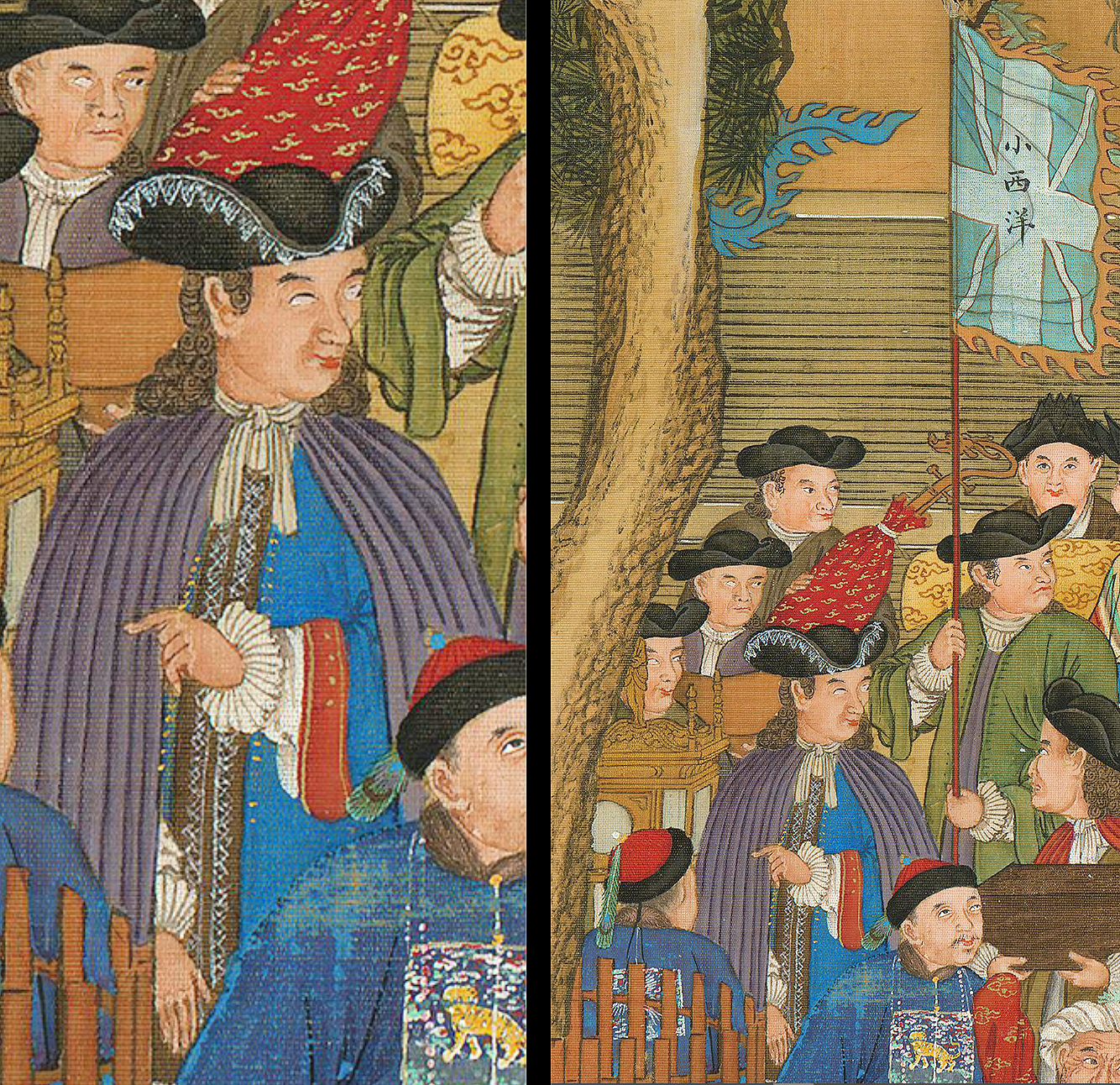
Delegati dell'Oceano indiano (小西洋, Occidentali, nazionalità non chiara)